# 近江鉄道バス

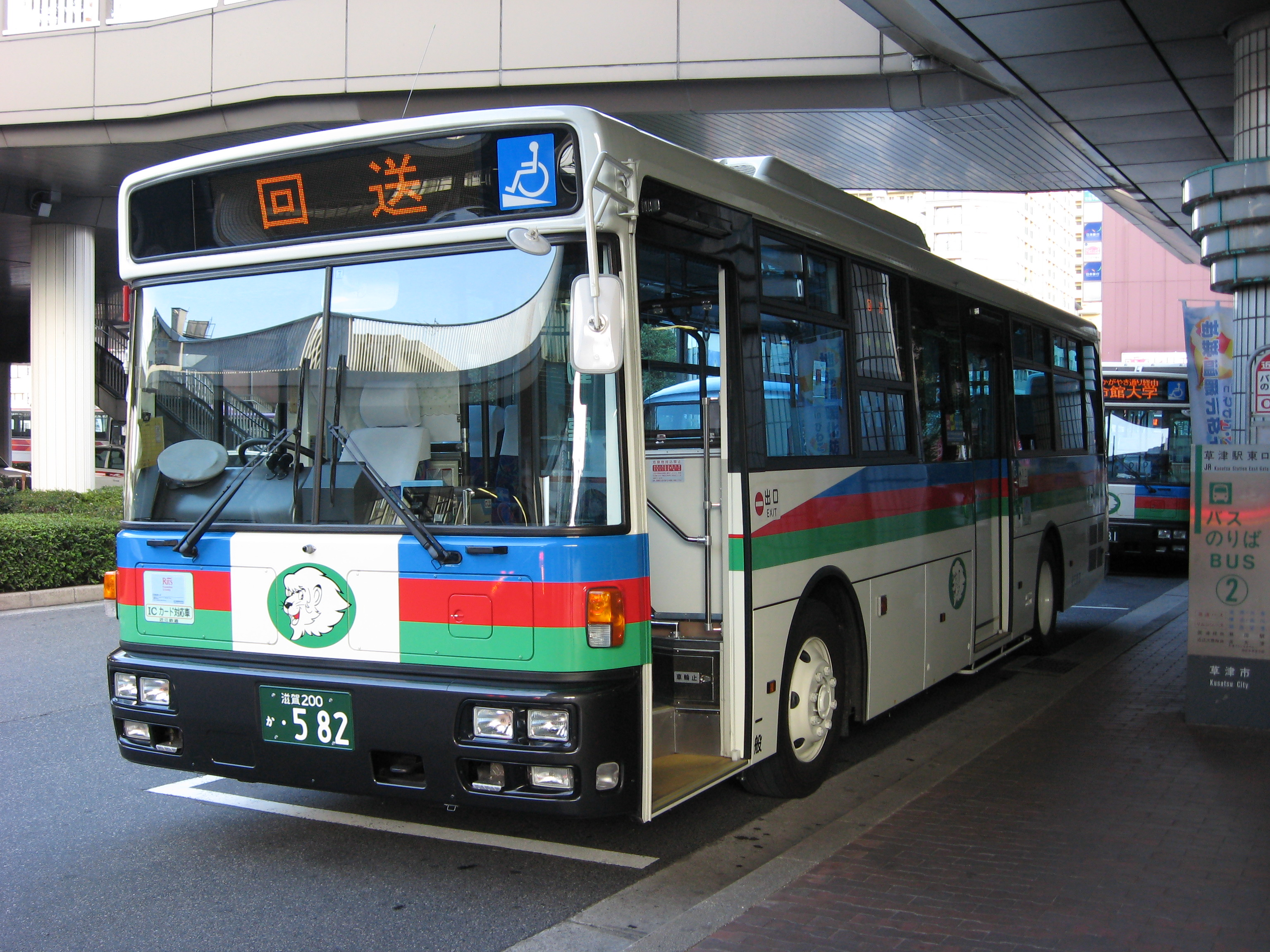
近江鉄道バスの路線車（日産ディーゼル・スペースランナーワンステップバス：2007年10月撮影）

近江鉄道バス（おうみてつどうバス）は、近江鉄道株式会社が運営しているバス事業である。略称は「近江バス」（会社名となっていた時期もある）。近江鉄道の鉄道事業が「近鉄」と呼ばれたように、かつては年配者を中心に「近鉄バス」（きんてつバス）と呼ばれていた。

## 概要
滋賀県南部・東部を営業エリアとし、草津市・栗東市・東近江市・日野町のコミュニティバスの運行を受託している。2021年3月31日現在、一般乗合旅客自動車運送事業（路線バス）車両を154両、一般貸切旅客自動車運送事業（観光バス）車両を90両保有している。県北東部の彦根市・長浜市周辺にも路線を有していたが、現在は子会社の湖国バスが運行している。
かつては観光バスの営業所を保有していたが、すべて撤収した。なお、同社は高速バス事業も手がけているが、長距離路線の運行からは撤退している。

## 沿革
- 1930年（昭和5年）10月：近江鉄道株式会社が一般乗合旅客自動車運送事業（定期バス）免許を取得[4]。
- 1950年（昭和25年）4月：滋賀県内での一般貸切旅客自動車運送事業（観光バス）免許を取得[4]。
- 1973年（昭和48年）6月：乗合旅客自動車、貸切旅客自動車部門を近江バス株式会社に営業譲渡[4]。
- 1986年（昭和61年）4月：近江鉄道株式会社と近江バス株式会社が合併[4]。
- 1987年（昭和62年）12月：湖国バス株式会社が営業を開始[4]。
- 1999年（平成11年）11月：観光バス事業の名古屋営業所（名古屋市港区）を湖国バスに譲渡（2006年2月廃止）。
- 2003年（平成15年）3月：立命館路線にバスICカードシステムを導入[4]。
- 2004年（平成16年）3月：観光バス事業の大阪営業所（大阪府大東市）と京都営業所（京都府京都市伏見区）を閉鎖。
- 2008年（平成20年）4月21日：高速バスの長距離路線運行から撤退。
- 2021年（令和3年）3月27日：一部路線を除き、ICOCAの導入および交通系ICカード全国相互利用サービスを開始（ICOCA定期券は4月1日利用開始）[5][6][2]。ICOCA導入に伴い、自社専用の「近江鉄道バスICカード」は2021年3月31日をもって取扱いを終了[5]。
  - PiTaPa交通利用エリアではないため、PiTaPaカードで乗車した場合には他の交通系ICカードと同様、プリペイド方式での利用となる[7]。
- 2022年（令和4年）7月1日：貸切バス事業の京都営業所（京都府京都市南区）を開設[8][9]。

## バス営業所
- 大津営業所
  - 滋賀県大津市瀬田大江町51-1[10]
- あやめ営業所
  - 滋賀県野洲市菖蒲14-1[10]
- 八日市営業所
  - 滋賀県東近江市八日市東本町11-3[10]
- 京都営業所（貸切のみ）
  - 京都府京都市南区吉祥院石原堂ノ後町4-1[10]

## 現行路線
系統番号を持つ路線と持たない路線が混在するが、系統番号に関する記述はすべて省略する。なお、停留所名の重複が多いため、それに該当する停留所にはカッコ書きで所在する市町名を太字で表記した（一部の停留所では副名称としてカッコ書きを用いるため、この措置を適用する）。
なお、大津市内の一部路線は乗車区間によっては他の路線バス事業者と並行している区間と運賃を比較すると、「近江鉄道バスに乗車する方が安くなる」という事象が発生した時期があったが、2022年（令和4年）4月1日に解消された。

### 大津営業所

#### 草津駅西口発着

##### 烏丸下物線
- 草津駅西口 - 上笠 - 下笠中央 - 穴村 - 芦浦 - 片岡 - 下物（） - グリーンプラザからすま（ ← 水生植物公園みずの森） - 琵琶湖博物館

備考
琵琶湖博物館発着を基本とするが、朝晩の一部は［草津駅西口 - 下物］間のみを運行する。なお、琵琶湖博物館発着として運行する便は経由地が異なる便が過去にいくつか存在した（廃止路線を参照）。
「水生植物公園みずの森」で降りる場合は「琵琶湖博物館」行きに乗車し、その便が終点に到着した後も引き続き乗車すると降りることができる。

##### 近江大橋線
- 草津駅西口 - 上笠 - 下笠中央 - 下笠 - 陽の丘団地口 - 山田 - 御倉 - 矢橋 - 矢橋郵便局前 - 新浜 - 近江大橋口 - イオンモール草津 - 丸の内町 - 西ノ庄（びわこ大津プリンスホテル前） - 馬場一丁目（県立体育館前） - 義仲寺 - 大津署前 - 商工会議所前 - 松ヶ枝町 - 県庁前 - 大津駅 - 浜町 - 浜大津

備考
当路線の「近江大橋口」停留所は滋賀県道18号大津草津線沿いにある。なお、近江大橋はこの停留所から西へ約1 km離れている。

##### 浜街道線
- 草津駅西口 - 上笠 - 下笠中央 - 下笠 - 陽の丘団地口 - 山田 - 御倉 - 矢橋 - 矢橋郵便局前 - 新浜 - 近江大橋口（浜街道） - 大将軍一丁目北 - 瀬田北小学校 - 月の輪自動車教習所前（月の輪） - 瀬田駅
- 草津駅西口 → 上笠 → 下笠中央 → 下笠 → 陽の丘団地口 → 山田 → 御倉 → 矢橋 → 矢橋郵便局前 → 新浜 → 近江大橋口（浜街道）

備考
当路線の「近江大橋口」停留所は滋賀県道26号大津守山近江八幡線沿いにあり、停留所の看板は「近江大橋口（浜街道）」という表記となっているため、経由地案内もそれに準じたものとした。
瀬田駅発着：平日は2往復と瀬田駅発の片道2便（合計6便）、土曜・休日は瀬田駅発の片道2便のみ運行となるが、瀬田駅発の 「月の輪自動車教習所前（月の輪）」はのりば位置が異なる（イオンモール瀬田線に準するため。位置は同路線を参照）。
近江大橋口発着：草津駅西口発のみ運行するが、陽の丘団地口止りとして運行する便も混在する。

##### 南草津西口線
- 草津駅西口 - 上笠 - 下笠中央 - 下笠 - 陽の丘団地口 - 山田 - 御倉 - 矢橋北口 - 淡海医療センター - 中林町 - 矢橋東口 - 南草津団地 - 川の下 - 南草津駅西口

備考
2025年4月のダイヤ改正から平日のみの運行となった。

##### 上笠平井循環線
- 草津駅西口 - 西渋川一丁目 - 野村八丁目 - 野村会館 - ハローワーク草津 - 上笠郵便局 - 上笠天満宮 - ワークステーション若竹 - 笠縫東小学校 - 平井会館 - 新平井橋 - 草津東高校 - 渋川福複センター - 草津駅西口

備考
［→］方向が右回り、［←］方向が左回り。
「まめバス（草津市）」に使用する車両と同型の車両（兼用車。まめバス (草津市)#近江鉄道バス在籍車も参照）を用いて朝と宵のうちに2便ずつ運行するが、当路線は「近江鉄道バスの路線」として運行する。

#### 草津駅発着

##### 草津立命線
- 草津駅 - 国道草津 - おば川新橋 - 東矢倉二丁目 - バイパス野路 - 小野山 - パナソニック東口 - 立命館大学

備考
［立命館大学 - 県立長寿社会福祉センター］間を延長運行する路線は、草津医大線と呼ばれる。詳細は同路線を参照。
平日のみ運行（2024年4月1日に行われたダイヤ改正より実施）されるが、立命館大学授業日の祝日は臨時ダイヤで運行される。

##### 草津医大線
- 草津駅 → 国道草津 → おば川新橋 - 東矢倉二丁目 → バイパス野路 → 小野山 → パナソニック東口 → 立命館大学 → パナソニック東口 → パナソニック前 → パナソニック西口 → 笹ノ口 → クレスト草津前 → 南笠団地前 → 大学病院前 → 滋賀アリーナ → 東大津高校 → 滋賀医大西門前 → 県立長寿社会福祉センター

備考
平日朝に片道1便のみ運行。［草津駅 → 立命館大学］間は草津立命線と重複する。

##### 草津山田線（草津駅）
- 草津駅 ← 国道草津 ← 草津中学校前 ← 市役所前（草津） ← 高校前（草津） ← 図書館 ← 新田会館前 ← 出屋敷 ← 山田小学校 ← 北山田口 ← 山田町北

備考
平日夕方に片道2便のみ運行。

#### 南草津駅発着

##### 南草津立命線
- ［直行］南草津駅 - （パナソニック東口 → ）立命館大学
- ［各停］南草津駅 - 野路北口 - 東矢倉四丁目 - 向山ニュータウン - 丸尾 - 若草北口 - 立命館大学正門前 - 立命館大学（かがやき通り経由）
- ［各停］南草津駅 - 野路 - 南田山 - 小野山 - パナソニック東口 - 立命館大学（パナソニック東口経由）
- ［各停］南草津駅→野路→南田山→小野山→パナソニック東口→ パナソニック前 → パナソニック西口→笹の口→クレスト草津前→BKCグリーンフィールド→立命館大学（パナソニック西口経由立命館大学行き）
- ［各停］立命館大学→BKCグリーンフィールド→クレスト草津前→パナソニック西口→パナソニック南門前→パナソニック団地口→パナソニック東口→小野山→南草津駅（パナソニック西口経由南草津駅行き）

備考（直行）
- 「立命館大学シャトルバス」とも呼ばれる。この系統は平日のみ運行となるが、土曜・休日に運行する日は臨時系統として運行する。なお、大学の休講期間は休講ダイヤとなるため、ごく少数しか設定されない。
- 南草津駅発の平日朝1便は「パナソニック東口」にも停車する休講期間中は「立命館大学」発の平日朝1便も停車。）が、「向山ニュータウン」を経由する直行はすべて終点までノンストップ運行となる。
- 「パナソニック東口」を経由する直行系統の一部は、2016年春から連節バスで運行を行っているが、同車が（検査などで）運用に入れないときは路線バス車（大型）が代走する。

備考（各停）
- かがやき通りを経由する便は「若草北口」にも停車するが、当路線の直行系統（前述）以外の他の路線はすべて通過する。
- パナソニック西口経由の便は、立命館大学行きは「パナソニック前」を経由する。
- 南草津駅行きは「パナソニック前」を経由しないが、「パナソニックスクール」「パナソニック南門前」「パナソニック団地口」を経由する。
- パナソニック西口経由の便は、平日では夕方に多く設定されているが、日中は2時間ほど間隔が空く時間帯がある。

##### 南草津松団線
- ［急行］南草津駅 → パナソニック東口 → パナソニック団地口 → パナソニック南門前 → パナソニックスクール → パナソニック西口 → パナソニック前
- ［各停］南草津駅 → 野路 → 南田山 → 小野山 → パナソニック東口 → パナソニック前 → パナソニック西口 → パナソニックスクール → パナソニック南門前 → パナソニック団地口
- ［各停］南草津駅 ← 野路 ← 南田山 ← 小野山 ← パナソニック東口 ← パナソニック団地口 ← パナソニック南門前

備考
南草津駅発は平日朝のみ運行。なお、パナソニック前行きは行先表示に「パナ前　急行」と表示し、記載した停留所以外を通過する。

##### 飛島線
- 南草津駅 - 野路 - 南田山 - 小野山 - パナソニック東口 - （立命館大学） - 立命館大学正門前 - 若草一丁目 - 若草中央通り - 青山五丁目 - 松ヶ丘五丁目 - 京都大学生態学研究センター - 大学病院前 - 滋賀アリーナ - 東大津高校 - 滋賀医大西門前 - 県立長寿社会福祉センター（パナソニック東口・立命館大学経由）
- 南草津駅 - 野路北口 - 東矢倉四丁目 - 向山ニュータウン - 丸尾 - 若草一丁目 - 若草中央通り - 青山五丁目 - 松ヶ丘五丁目（かがやき通り経由）

備考

南草津駅 - 松ヶ丘五丁目間の運行を基本とするが、パナソニック東口経由の便とかがやき通り経由の便が混在する。 パナソニック東口経由の便は平日朝～夕方を中心に「立命館大学」を経由する。平日は［松ヶ丘五丁目 - 県立長寿社会福祉センター］間を延長運行する便もあるが（南草津駅発は平日朝から夕方、県立長寿社会福祉センター発は平日の日中時間帯にそれぞれ運行）、こちらも全便がパナソニック東口経由で運行する。
「滋賀アリーナ」停留所：旧称は「滋賀医大前」。2023年5月20日に停留所名の変更を行う前は、南草津駅行きのみが停車していた（先述した草津医大線も同様）。

##### 南草津医大線
- 南草津駅 → 野路 → 南田山 → 小野山 → パナソニック東口 → パナソニック前 → パナソニック西口 → クレスト草津前 → 南笠団地前 → 大学病院前 → 東大津高校 → 滋賀医大西門前 → 県立長寿社会福祉センター

備考

平日朝に片道2便のみ運行するが、「立命館大学」と飛島グリーンヒル（「若草中央通り」・「青山五丁目」・「松ヶ丘五丁目」方面）は経由しない。

#### 南草津駅西口発着

##### イオンモール南草津線
- 南草津駅西口 - 川の下 - 南草津団地 - 矢橋東口 - 中林町 - 淡海医療センター - 矢橋北口 - （矢橋帰帆島 - ）矢橋 - 矢橋郵便局前 - 新浜 - 近江大橋口 - イオンモール草津
- 南草津駅西口 - 川の下 - 南草津団地  - 矢橋東口 - （橋岡 → ）よし池 - 東新浜 - 近江大橋口 - イオンモール草津

備考
当路線の「近江大橋口」停留所は滋賀県道18号大津草津線沿いにある。なお、「よし池経由 イオンモール草津行き」は「橋岡」にも停車する。
「矢橋帰帆島」を経由する便は1往復（「南草津駅西口」発は朝に1便、「イオンモール草津」発は夕方に1便）のみ運行。

#### 瀬田駅発着

##### 瀬田立命線（旧：瀬田飛島線）
- 瀬田駅 - 月の輪自動車教習所前（月の輪） - 島津製作所前 - 栗林町 - 国道南笠 - 笠山口 - 笠山 - パナソニック西口 - パナソニック前 - パナソニック東口 - 立命館大学

備考
全便が中型車で運行されている。 2024年9月26日のダイヤ改正で青山五丁目発着が廃止となり、全便が立命館大学発着に変更されている。同改正後は飛島グリーンヒルへ乗り入れない路線となり、路線名は瀬田立命線と改称された。

##### イオンモール瀬田線
- 瀬田駅 - 月の輪自動車教習所前（月の輪） - 瀬田北小学校 - 大将軍一丁目北 - 近江大橋口 - イオンモール草津

備考
イオンモール草津行きの 「月の輪自動車教習所前（月の輪）」は、同教習所の裏口側に停留所がある。

##### 瀬田市場線
- 瀬田駅 - 一里山 - 瀬田公園 - 県立アイスアリーナ - 大津市公設市場

備考
大津営業所（公設市場に隣接）への入出庫を兼ねる路線。朝は大津市公設市場発を、夜は瀬田駅発をそれぞれ運行するが、バスそのものはごく少数しか設定していない。

##### 瀬田南草津線
- 瀬田駅 → 月の輪自動車教習所前（月の輪） → 島津製作所前 → 栗林町 → 国道南笠 → 狼川湖南電機前 → 南田山 → 野路 → 南草津駅

備考
平日朝の通勤時間帯に片道2便のみ運行。国道1号沿いにある工場の社員輸送を兼ねる。

#### 石山駅発着

##### 野郷原線
- 石山駅 - 唐橋前 - 橋本（大津） - 神領建部大社前 - 瀬田高校前 - 野郷原 - 瀬田バスストップ - 新緑苑団地 - 西武大津グリーンハイツ入口 - 松陽二丁目 - 松陽二丁目東 - 松陽三丁目
- 石山駅 - 唐橋前 - 橋本（大津）（ → 神領三丁目 → ／ ← 瀬田高校前 ← 野郷原 ← ）瀬田バスストップ - 新緑苑団地 - 西武大津グリーンハイツ入口 - 瀬田ゴルフ場
- 石山駅 ← 唐橋前 ← 橋本（大津） ← 神領建部大社前 ← 瀬田高校前 ← 野郷原 ← 瀬田バスストップ ← 新緑苑団地 ← 西武大津グリーンハイツ入口 ← 瀬田川団地口 ← ぜぜ自動車教習所
- 石山駅 - 唐橋前 - 橋本（大津) - 神領建部大社前 - 神領団地 - 神領建部大社前 - 瀬田高校前 - 野郷原 - 瀬田バスストップ - 新緑苑団地 - 西武大津グリーンハイツ入口 - 松陽二丁目 - 松陽二丁目東 - 松陽三丁目

備考
野郷原経由の全便が中型車で運行される。
松陽三丁目行き：松陽三丁目までの運行であるが、車両のLED表示では「西武大津グリーンハイツ行き」として運行する。。
瀬田ゴルフ場行き：平日朝1便のみ運行。なお、この便は「野郷原」を経由しない。
瀬田ゴルフ場発：平日夕方1便のみ運行。なお、この便は「神領三丁目」を経由しない。
ぜぜ自動車教習所発：平日朝のぜぜ自動車教習所→石山駅の片道のみ運行。この便に限り、「瀬田川団地口」を経由する。
神領団地経由：平日の日中と土曜・休日ダイヤのみ運行（路線再編のため、2024年4月1日ダイヤ改正時に登場した）。［石山駅 - 神領団地］間は神領団地線と重複する。神領団地経由の便は、石山駅を出ると神領建部大社前～神領団地を1往復してから野郷原・松陽三丁目へと向かう。

##### 神領団地線
- 石山駅 - 唐橋前 - 橋本（大津) - 神領建部大社前 - 神領団地 → 久保江 → 大江 → 瀬田駅

備考
［石山駅 - 神領団地］間の運行で、平日の片道1本は神領団地→瀬田駅間を延長運行する。2025年4月のダイヤ改正より、石山駅～瀬田駅の通し便は平日朝の石山駅発瀬田駅行きの片道1本のみとなり、瀬田駅発石山駅行きは運行されていない。
［石山駅 - 神領団地 - 松陽三丁目］間を運行する路線の案内は野郷原線を参照。

##### 国道線
- 石山駅 - 東レ北門前（ → 国道滋賀病院 → ／ ← 滋賀病院前 ← ）滋賀病院玄関前（ → 滋賀病院前 → ／ ← 国道滋賀病院 ← ）国道膳所 - マツダ前（ ← 大津市民病院） - 大津市民病院玄関前

備考
平日のみ運行。［石山駅 - 滋賀病院玄関前］間の区間運行を基本とするが、2往復は［滋賀病院玄関前 - 大津市民病院玄関前］間を延長運行する。
大津市民病院玄関前発着：滋賀病院付近は往復とも、［国道滋賀病院 → 滋賀病院玄関前 → 滋賀病院前］の順に停車する。なお、「大津市民病院」停留所は交差点を挟んで上下線の停留所を設けているため、石山駅発は同停留所に停車することができない。
滋賀病院玄関前発着：「国道滋賀病院」は石山駅発のみ、「滋賀病院前」は滋賀病院玄関前発のみそれぞれ停車（「滋賀病院前」停留所は交差点を挟んで上下線のバス停を設けているため、この措置を適用している）。

##### 石山イオンモール線
- 石山駅 - 衛生科学センター前 - 御殿ヶ浜 - 中の庄 - 本丸町 - 膳所公園（石山駅行きのみ停車） - （近江大橋） - イオンモール草津

備考
2025年4月のダイヤ改正をもって廃止となった湖岸線（石山駅 - 浜大津）の代替路線。毎日1時間に1本程度、中型車で運行されている。
「膳所公園」停留所には石山駅行きのみ停車する。

#### 浜大津発着

##### 鶴の里団地線
- 浜大津 - 浜町 - 京町通り - 大津駅 - 本宮町 - 大津市民病院（ ← マツダ前） - 竜ヶ丘 - 山の手団地 - 鶴の里東 - 花屋敷池の里南
- 浜大津 - 浜町 - 京町通り - 大津駅 - 本宮町 - 大津市民病院（ ← マツダ前） - 竜ヶ丘 - 山の手団地 - 鶴の里団地 - 花屋敷池の里北 - 花屋敷池の里南

備考
浜大津を午前に発車する便は「鶴の里東」経由、浜大津を午後に発車する便は「鶴の里団地」経由で運行する。
なお、［花屋敷池の里南 → 浜大津］間の復路は午前が「鶴の里団地」経由、午後は「鶴の里東」経由となるため循環運行として扱われるが、「マツダ前」は大津駅・浜大津方面行きしか停車しない。

#### 新田会館前発着

##### 草津山田線（新田会館前）
- 新田会館前 → 出屋敷 → 山田町北 → 北山田口 → 山田小学校

備考
平日朝に片道1便のみ運行。なお、この便は「草津駅始発」ではない。

#### 立命館大学発着

##### UCD-ARROW循環線
- 立命館大学 → スーパースター前 → エンゼルプラザ → コンフォートテラオ → セブンイレブン前 → UCD-ARROW → おば川新橋 → バイパス野路 → 小野山 → パナソニック東口 → 立命館大学

備考
立命館大学授業日に限り、概ね2時間に1本ほど運行される。学生マンションへ向かう片回り循環路線であるが、土休日及び大学の休講期間中は運休となる。なお、この路線は「立命館大学正門前」には停車しない。 最終便はバイパス野路止りとして運行する。
（「立命館大学」を経由する上記以外の路線バスの詳細は「草津駅発着」と「南草津駅発着」と「瀬田駅発着」を参照）

### あやめ営業所

#### 守山駅発着

##### 琵琶湖大橋線
- 守山駅 - 油池 - 吉身公民館前 - 市役所前（守山） - 守山市民病院前 - 滋賀県立総合病院口 - 図書館前 - 山柿団地 - 警察署前 - 市民ホール前 - 立命館守山中学・高校前 - 市民ホール前 - 河西口 - 笠原口 - 守山北中学校前 - 荒見 - 洲本 - 南脇 - 大曲 - 速野小学校前 - 木の浜農協前 - みずほ団地口 - 美崎レークニュータウン前 - 美崎 - 美崎ニッサンタウン前 - 琵琶湖大橋東詰 - 今堅田出島灯台 - 今道内湖 - 堅田駅口 - 堅田駅
- 守山駅 - 油池 - 吉身公民館前 - 市役所前（守山） - 守山市民病院前 - 滋賀県立総合病院口 - 小児保健医療センター前 - 下の郷東 - 播磨田南 - 河西ニュータウン前 - 播磨田 - 河西口 - 笠原口 - 守山北中学校前 - 荒見 - 洲本 - 南脇 - 大曲 - 速野小学校前 - 木の浜農協前 - みずほ団地口 - 美崎レークニュータウン前 - 美崎 - 美崎ニッサンタウン前 - 琵琶湖大橋東詰 - 今堅田出島灯台 - 今道内湖 - 堅田駅口 - 堅田駅

備考
江若交通（同琵琶湖大橋線〈84系統・86系統〉）との共同運行路線。「びわこ横断エコバス」という愛称がある。
「滋賀県立総合病院口」を経由する便は一部を除き、「滋賀県立総合病院」も経由する。

##### 立命館守山線
- ［直行］守山駅 - 立命館守山中学・高校前

備考
守山駅発は朝から昼過ぎに、立命館守山中学・高校前発は朝から宵のうち（夜のはじめ頃）にそれぞれ運行する。
なお、守山駅を午前8時台までに発車する便は曜日を問わず、「立命館守山中学・高校前 直行のりば」（守山駅4番のりば）からの発車となる。また、この路線は平日と土曜と休日でダイヤを分けているため、休日は運行本数が減少する。

##### 市民ホール線
- 守山駅 - 油池 - 吉身公民館前 - 市役所前（守山） - 守山市民病院前 - 滋賀県立総合病院口 - 図書館前 - 山柿団地 - 警察署前 - 市民ホール前 - 立命館守山中学・高校前
- 守山駅 → 油池 → 吉身公民館前 → 市役所前（守山） → 守山市民病院前 → 滋賀県立総合病院

備考
「滋賀県立総合病院口」を経由する便は一部を除き、「滋賀県立総合病院」も経由する。
「滋賀県立総合病院」で終点となる便は平日朝に片道1便のみ運行。

##### 木の浜線

###### みずほ団地口経由
- 守山駅 - 油池 - 新吉身 - 新八代 - 河西ニュータウン前 - 播磨田 - 河西口 - 笠原口 - 守山北中学校前 - 荒見 - 洲本 - 南脇 - 大曲 - 速野小学校前 - 木の浜農協前 - みずほ団地口 - 美崎レークニュータウン前 - 美崎 - 美崎ニッサンタウン前 - 美崎西（ → ピエリ守山 → ／ ← ピエリ守山口 ← ）第一なぎさ公園 - 琵琶湖マリオットホテル
- 守山駅 - 油池 - 新吉身 - 新八代 - 河西ニュータウン前 - 播磨田 - 河西口 - 笠原口 - 守山北中学校前 - 荒見 - 洲本 - 南脇 - 大曲 - 速野小学校前 - 木の浜農協前 - みずほ団地口 - 美崎レークニュータウン前 - 美崎 - 美崎ニッサンタウン前 - 新田橋（ → 守山漁港前 → ／ ←  滋賀運輸支局 ← 自動車会館 ← ）ネオベラヴィータ
- 守山駅 - 油池 - 新吉身 - 新八代 - 河西ニュータウン前 - 播磨田 - 河西口 - 笠原口 - 守山北中学校前 - 荒見 - 洲本 - 南脇 - 大曲 - 速野小学校前 - 木の浜農協前 - みずほ団地口 - 美崎レークニュータウン前 - 美崎 - 美崎ニッサンタウン前 - 新田橋 - 佐川美術館
- 守山駅 ← 油池 ← 新吉身 ← 新八代 ← 河西ニュータウン前 ← 播磨田 ← 河西口 ← 笠原口 ← 守山北中学校前
- 守山駅 → 油池 → 吉身公民館前 → 市役所前（守山） → 守山市民病院前 → 滋賀県立総合病院口 → 小児保健医療センター前 → 下の郷東 → 河西ニュータウン前 → 播磨田 → 河西口 → 笠原口 → 守山北中学校前 → 荒見 → 洲本 → 南脇 → 大曲 → 速野小学校前 → 木の浜農協前 → みずほ団地口 → 美崎レークニュータウン前 → 美崎 → 美崎ニッサンタウン前 → 美崎西 → ピエリ守山 → 第一なぎさ公園 → 琵琶湖マリオットホテル

備考
「市役所前（守山）経由 琵琶湖マリオットホテル行き」は平日夜に片道1便のみ運行するが、「滋賀県立総合病院」は経由しない。
［守山駅 ← 守山北中学校前］間の区間運行（平日のみ）は、2024年10月1日のダイヤ改正で登場する予定である。

###### みずほ団地経由
- 守山駅 - 油池 - 新吉身 - 新八代 - 河西ニュータウン前 - 播磨田 - 河西口 - 笠原口 - 守山北中学校前 - 荒見 - 洲本 - 南脇 - 大曲 - 速野小学校前 - 木の浜農協前 - みずほ団地 - 運転免許センター - 滋賀運輸支局 - 佐川美術館  - 新田橋 - 美崎西（ → ピエリ守山 → ／ ← ピエリ守山口 ← ）第一なぎさ公園 - 琵琶湖マリオットホテル
- 守山駅 - 油池 - 新吉身 - 新八代 - 河西ニュータウン前 - 播磨田 - 河西口 - 笠原口 - 守山北中学校前 - 荒見 - 洲本 - 南脇 - 大曲 - 速野小学校前 - 木の浜農協前 - みずほ団地 - 運転免許センター（ ← 琵琶湖大橋ゴルフコース前 ← ネオベラヴィータ） - 滋賀運輸支局 - 自動車会館 - 佐川美術館

備考
区間運行は［守山駅 - 運転免許センター］間がそれに該当し、平日の朝に2往復だけ設定されている。
注記
「ピエリ守山」停留所は同施設の開業後から敷地内乗入れ（守山駅発のみ）を行っていたが、2022年3月12日のダイヤ改正時に同停留所を敷地外へ移設した。（ピエリ守山の）敷地内に停留所を設けていた時は「深夜時間帯に運行する便は通過」という設定もあった。

##### 小浜線
- 守山駅 - 栄町（守山） - 守山銀座 - 滋賀県民共済前（泉町） - 元町南 - 守山高校北口 - 守山町公園 - 滋賀県立総合病院口 - 小児保健医療センター前 - 下の郷東 - 下の郷 - 守山中学校前 - 日精団地前 - 石田 - 布施野口 - 赤の井別院 - 赤の井 - 矢島南口 - 矢島 - 洲本 - びわこ地球市民の森おうみんち前 - 水保 - 立田 - 幸津川南 - 下新川神社前 - 幸津川 - （もりやまエコパーク - ）小浜（こばま）
- 守山駅 - 栄町（守山） - 守山銀座 - 滋賀県民共済前（泉町） - 元町南 - 守山高校北口 - 守山町公園 - 滋賀県立総合病院口 - 小児保健医療センター前 - 下の郷東 - 下の郷 - 守山中学校前 - 日精団地前 - 石田 - 布施野口 - 赤の井別院 - 赤の井 - 矢島南口 - 矢島 - 洲本 - びわこ地球市民の森おうみんち前 - 水保 - 立田 - 幸津川南 - 下新川神社前 - 幸津川 - 小浜 - 堤口 - 吉地 - 錦の里（イオンタウン野洲）

備考
「滋賀県立総合病院口」を経由する便は一部を除き、「滋賀県立総合病院」も経由する。
区間運行は［守山駅 - 小浜］間がそれに該当するが、「もりやまエコパーク」を経由しない便も混在する。
「もりやまエコパーク」を経由する小浜線の路線バスは、2024年10月1日のダイヤ改正をもって廃止（経由取り止め）することが確定した。

##### 服部線
- 守山駅 - 栄町（守山） - 守山銀座 - 滋賀県民共済前（泉町） - 元町南 - 守山市民病院 - 元町北 - 八代団地 - 播磨田口 - 旭化成河西ニュータウン東口 - 鳩の森公園東 - 新阿比留口 - 川田 - 喜多 - 小村 - 笠原 - 守山北高前 - 新庄 - 服部東 - 服部 - 市立埋蔵文化財センター - （野洲川歴史公園サッカー場 - ）錦の里（イオンタウン野洲）
- 守山駅 - 栄町（守山） - 守山銀座 - 滋賀県民共済前（泉町） - 元町南 - 守山市民病院 - 元町北 - 八代団地 - 播磨田口 - 旭化成河西ニュータウン東口 - 鳩の森公園東 - 新阿比留口 - 川田 - 喜多 - 小村 - 笠原 - 守山北高前 - 新庄 - 服部東 - 服部 - 市立埋蔵文化財センター - 野洲川歴史公園サッカー場 - もりやまエコパーク

備考
錦の里（イオンタウン野洲）発着：早朝と夜は「野洲川歴史公園サッカー場」を経由しない。
もりやまエコパーク発着：平日は2往復、土曜・休日は1往復のみ運行。

##### 杉江循環線
- 守山駅 - 栄町（守山） - 守山銀座 - 滋賀県民共済前（泉町） - 守山高校前 - 金ヶ森 - 古高 - 三宅東 - 欲賀 - 山賀 - 杉江 - 十二里町 - 三宅団地 - 守山市民運動公園前 - 立命館守山中学・高校前 - 市民ホール前 - 山柿団地 - 守山高校北口 - 泉町 - （来た道を戻る） - 守山駅
- 守山駅 → 栄町（守山） → 守山銀座 → 滋賀県民共済前（泉町） → 守山高校前 → 金ヶ森 → 古高 → 三宅東 → 欲賀 → 山賀

備考
守山駅を午前に発車する便は［←］方向、午後に発車する便は［→］方向で運行する。なお、夜に運行する1便（最終便）は「山賀」で終点となる（2024年10月1日のダイヤ改正後は、平日に運行する便のみ適用）。
土曜・休日は2024年10月1日のダイヤ改正から午前1便、午後2便に削減する予定である。

##### 下物線
- 守山駅 ← 栄町（守山） ← 守山銀座 ← 滋賀県民共済前（泉町） ← 守山高校前 ← 金ヶ森 ← 古高 ← 三宅東 ← 欲賀 ← 山賀 ← 森河原 ← 芦浦 ← 下物

備考
土曜・休日の朝に片道1便のみ運行。

#### 野洲駅発着

##### 野洲線
- 野洲駅 → 野洲市役所前 → 和田 → 小林住宅前 → 三ツ坂 → 辻町 → 大篠原 → 村田製作所 → 道の駅竜王かがみの里 → 鏡口 → 山鏡 → 鏡登山口 → 鏡工業団地 → 美松台 → 西川 → 竜王口 → 東川 → 中小森 → 堀上 → 近江八幡駅

備考
平日朝に片道2便のみ運行。

##### 野洲アウトレット線
- 野洲駅 - 野洲市役所前 - 関電前 - 野洲中学校前 - 辻町 - 大篠原 - 道の駅竜王かがみの里 - 鏡口 - 山鏡 - 鏡登山口 - 鏡工業団地 - 山面工業団地 - 七里 - 希望が丘リッチランド - 三井アウトレットパーク - 東洋電機製造前
- 野洲駅 - 野洲市役所前 - 関電前 - 野洲中学校前 - 辻町 - 大篠原 - 道の駅竜王かがみの里 - 鏡口 - 山鏡 - 鏡登山口 - 鏡工業団地 - 美松台 - 七里 - 希望が丘リッチランド - 三井アウトレットパーク - 東洋電機製造前

備考
「山面工業団地」経由の東洋電機製造前行きは朝に平日2便、土曜・休日は1便のみ運行。なお、東洋電機製造前発は平日の夕方に1便のみ運行。
「山面工業団地」経由の三井アウトレットパーク始終着は、野洲駅発の1便と三井アウトレットパーク発の4便のみ運行。
「美松台」経由の東洋電機製造前行きは平日に5便のみ運行（野洲駅行きは平日に6便、土曜・休日に1便のみ運行）。
上記を除く各便は［野洲駅 - 三井アウトレットパーク］間のみを運行するが、「山面工業団地」経由は午後に少数（野洲駅発：1便（曜日は問わない）、野洲駅行き：平日3便、土曜・休日4便）しか運行されない。

##### 野洲村田線
- ［直行］野洲駅 - 村田製作所
- ［各停］野洲駅 - 野洲市役所前 - 和田 - 小林住宅前 - 三ツ坂 - 辻町 - 大篠原 - 村田製作所
- ［各停］野洲駅 - 野洲市役所前 - 和田 - 小林住宅前 - 三ツ坂 - 辻町 - 銅鐸博物館前 - 希望ケ丘西ゲート - 銅鐸博物館前 - 小堤 - 西池 - 大篠原 - 村田製作所
- ［各停］野洲駅 - 野洲市役所前 - 関電前 - 野洲中学校前 - 辻町 - 大篠原 - 村田製作所

備考
「希望ケ丘西ゲート」経由は土曜・休日のみ運行。
直行は平日のみ、「野洲中学校前」経由は平日の朝に5便と夜に1便、土曜の朝に1便のみそれぞれ運行するが、村田製作所の工場が休みとなる日はすべて運休する。

##### 野洲生和村田線（野洲駅）
- 野洲駅 - 生和神社前 - 村田製作所

備考
平日昼に1往復のみ運行するが、村田製作所の工場が休みとなる日は運休する。なお、「生和神社前」以外はすべて通過する。

##### 花緑公園線
- 野洲駅 - 野洲市役所前 - 関電前 - 野洲中学校前 - 辻町 - 銅鐸博物館前 - （希望ケ丘西ゲート - ）希望ケ丘西ゲート口 - 総合教育センター前 - 林業普及センター前（ ← ふるさと館前） - 花緑公園

備考
「ふるさと館前」は野洲駅行きのみ停車。
「希望ケ丘西ゲート」経由は土曜・休日の一部便のみ。

#### 野洲駅北口発着

##### 吉川線
- 野洲駅北口 - 市三宅 - 北野小学校前 - 竹生口 - 松林 - 乙窪口 - 西河原二丁目 - 野洲市北部合同庁舎前 - 西河原五丁目 - さざなみホール前比留田 - 兵主大社前 - 六条西口 - 須原口 - 堤口 - 吉川 - 矢放神社前 - 吉川北 - ドリームファーム前 - 喜合 - あやめ浜
- 野洲駅北口 ← 市三宅 ← 北野小学校前 ← 竹生口 ← 松林 ← 乙窪口 ← 錦の里（イオンタウン野洲） ← 吉地 ← 六条西口 ← 須原口 ← 堤口 ← 吉川 ← 吉川北 ← 矢放神社前 ← ドリームファーム前 ← 喜合 ← あやめ浜
- 野洲駅北口 → 市三宅 → 北野小学校前 → 竹生口 → 松林 → 乙窪口 → 西河原二丁目 → 野洲市北部合同庁舎前 → 西河原五丁目 → さざなみホール前比留田 → 兵主大社前 → 吉地 → 錦の里（イオンタウン野洲） → 乙窪口 → （来た道を戻る） → 野洲駅北口

備考
すべて平日のみ運行。「錦の里（イオンタウン野洲）」経由は、2022年10月3日運行分から開始した。
あやめ浜発着：あやめ浜発が朝3便と夜1便（夜の便は「吉地」を経由）、野洲駅北口発が夜2便のみ。
西河原循環：平日の夕方から宵のうちに運行。片回り循環路線。

##### 永原循環線
- 野洲駅北口 → 久野部 → 富士美台 → 生和神社前 → 冨波会館前 → 総合体育館前 → 総合体育館東口 → 家棟団地 → 永原住宅前 →  冨波会館前  → （来た道を戻る） → 野洲駅北口

備考
平日の夕方から宵のうちに運行。片回り循環路線。

##### 野洲生和村田線（野洲駅北口）
- 野洲駅北口 - 生和神社前 - 村田製作所
- 野洲駅北口 ← （直行） ← 村田製作所

備考
平日のみ運行するが、村田製作所の工場が休みとなる日はすべて運休する。なお、野洲駅北口行きが「生和神社前」に停車する便（「生和神社前」以外は通過）は平日昼に1便しか設定されていない。

#### 近江八幡駅発着

##### 長命寺線
- 近江八幡駅 - 中村上 - 官庁街通り - 土田口 - 八商前 - 小幡町資料館前 - 新町 - 八幡堀（大杉町）八幡山ロープウェー口 - 鍜治屋町 - ヴォーリズ学園前 - 北之庄ラコリーナ前 - ヴォーリズ記念病院前 - 北津田 - 市民運動公園前 - 長命寺 - 市民運動公園前 - 堀切港 - 休暇村

備考
［近江八幡駅 - 長命寺］間の運行を基本とするが、平日は［長命寺 - 休暇村］間を延長運行する便（2往復）と［近江八幡駅 - ヴォーリズ学園前］間のみを区間運行する便が混在する。

##### 八幡市内線
- 近江八幡駅 - 中村上 - 官庁街通り - 土田口 - 八商前 - 小幡町資料館前 - 新町 - 八幡堀（大杉町）八幡山ロープウェー口 - 鍜治屋町 - ヴォーリズ学園前 - 市井町 - 音羽（近江八幡） - サルビアタウン前 - 市役所前（近江八幡） - 官庁街通り - 近江八幡駅
- 近江八幡駅 → 中村上 - 官庁街通り → 市役所前（近江八幡） → サルビアタウン前 → 出町南 → 音羽（近江八幡） → 市井町 → ヴォーリズ学園前 → 八幡山ロープウェー前 → 公園前 → 玉木町 → 小幡町資料館前 → 八商前 → サルビアタウン前 → （来た道を戻る） → 近江八幡駅
- 近江八幡駅 - 中村上 - 官庁街通り - 八商前 - 小幡町資料館前 - 新町 - 八幡堀（大杉町）八幡山ロープウェー口 - 鍜治屋町 - ヴォーリズ学園前 - ウォーリズグランド前

備考
「八幡山ロープウェー前」経由は土曜朝に1便のみ運行。同停留所を経由しない循環系統（土曜・休日運行分）は2024年10月1日のダイヤ改正で廃止となる予定である。

##### 八幡村田線
- 近江八幡駅 - 八幡高校前 - 堀上 - 桜ケ丘 - 中小森 - 東川 - 竜王口 - 西横関 - 鏡口 - 道の駅竜王かがみの里 - 村田製作所
- 近江八幡駅 - 八幡高校前 - 堀上 - 桜ケ丘 - 中小森 - 東川 - 竜王口 - 西川 - 美松台 - 鏡工業団地 - 鏡登山口 - 山鏡 - 鏡口 - 道の駅竜王かがみの里 - 村田製作所
- 近江八幡駅 - 八幡高校前 - 堀上 - 桜ケ丘 - 中小森 - 市民共生センター前 - 桐原幼稚園 - 桐原小学校前 - 川原町 - 桐原橋 - 篠原駅 - 光善寺 - 高木口 - 長島口 - 篠原小学校 - 村田製作所

備考
「篠原駅」経由は近江八幡駅発の午前出発分と村田製作所発の午後出発分のうち、一部の便のみ経由。
土曜・休日の運行は、2024年10月1日のダイヤ改正で廃止となる予定である。

##### 江頭線
- 近江八幡駅 - 中村上 - 官庁街通り - 土田口 - 土田新田 - 小船木口 - 小船木エコ村 - 加茂東 - 加茂 - 田中江 - 江頭 - 中江頭

備考
1日2往復のみ運行。中江頭発を朝に、近江八幡駅発を夜にそれぞれ運行する。なお、近江八幡駅発は平日の夜に2便が追加で運行される。

##### 船木線
- 近江八幡駅 - 中村上 - 官庁街通り - 土田口 - 八商前 - 小幡町資料館前 - 玉木町 - 公園前 - 幸円橋 - 小姓谷 - 船木

備考
1日2往復のみ運行。船木発を朝に、近江八幡駅発を夜にそれぞれ運行する。なお、近江八幡駅発は平日の夜に2便が追加で運行される。
土曜・休日の運行は、2024年10月1日のダイヤ改正で廃止となる予定である。

### 八日市営業所

#### 近江八幡駅発着

##### 八幡アウトレット線
- 近江八幡駅 - 八幡高校前 - 堀上 - 桜ケ丘 - 中小森 - 東川 - 竜王口 - 西横関 - 鏡口 - 山鏡 - 鏡登山口 - 鏡工業団地 - 美松台 - 七里 - 希望が丘リッチランド - 三井アウトレットパーク（ - 東洋電機製造前）
- 近江八幡駅 - 八幡高校前 - 堀上 - 桜ケ丘 - 中小森 - 東川 - 弓削 - 橋本（竜王） - 加与丁（） - 綾戸北 - 竜王町総合庁舎北口 - 小口北 - 松が丘口 -  松が丘西 - 三井アウトレットパーク

備考
東洋電機製造前発着（七里経由）は、1日1往復のみ運行。
2024年10月1日のダイヤ改正後は、七里経由三井アウトレットパーク発着を新設する予定である（土曜・休日のみ運行）。

##### 岡屋線
- 近江八幡駅 - 八幡高校前 - 堀上 - 桜ケ丘 - 中小森 - 東川 - 竜王口 - 西川 - 須恵 - 薬師 - 早溝 - 小口 - 岡屋 - ダイハツ工業西門前 - 岡屋南 - 東洋電機製造前
- 近江八幡駅 - 八幡高校前 - 堀上 - 桜ケ丘 - 中小森 - 東川 - 竜王口 - 西川 - 須恵 - 薬師 - 早溝 - 竜王町タウンセンター - 小口東 - 岡屋 - ダイハツ工業西門前 - 岡屋南

備考
東洋電機製造前発着（小口経由）は平日に1日6往復のみ運行。

#### 近江八幡駅南口発着

##### 日八線
- 近江八幡駅南口 - 上田 - 六枚橋 - 長福寺 - 岩倉 - 羽田 - 木村口 - 川合 - 川合東 - 市子殿 - 市子松井 - ガリ版伝承館 - 朝日野郵便局前 - 鋳物師 - 朝日野駅口 - 三十坪 - 必小前 - 日野駅 - 内池 - 里口 - 伊勢道 - 上野田 - 高校前（日野） - 横町 - 大窪西 - 大窪 - 越川町 - 西の宮 - 村井本町 - 向町 - 日野川ダム口 - 仲出町 - 大石町 - 幅野町 - 西大路小学校前 - 仁本木 - 音羽（日野） - 上音羽 - 北畑口

備考
北畑口発着を基本とするが、［近江八幡駅南口 - 日野駅］間のみを運行する便が1.5往復だけ設定されている。なお、「日野駅」で始終着となる便の時刻は平日と土曜・休日の各ダイヤで異なる。
日野祭（馬見岡綿向神社の例大祭）の催行日（毎年5月2日・3日）や道路などの工事を行う日は日野町内で迂回運行を行う。

##### 八幡・長峰線
- 近江八幡駅南口 - 上田 - 六枚橋 - 長福寺 - 岩倉 - 羽田 - 木村口 - 川合 - 京セラ前駅 - 畑田口 - 桜川駅 - 東近江蒲生医療センター - 市子殿 - 上南 - 東近江市蒲生運動公園 - 蒲生北小学校前 - 宮川 - 長峰北口 - 長峰集会所前
- 近江八幡駅南口 - 上田 - 六枚橋 - 長福寺 - 岩倉 - 羽田 - 木村口 - 川合 - 京セラ前駅 - 畑田口 - 桜川駅 - 東近江蒲生医療センター - 市子殿 - 市子松井 - 市子沖 - 蒲生西小学校前 - 蒲生堂口 - ゴルフ場口 - 長峰集会所前

備考
午前9時台までに近江八幡駅南口を発車する便は「宮川」経由、それ以降は「蒲生堂口」経由で運行する。
なお、［長峰集会所前 → 近江八幡駅南口］間の戻りは「宮川」先回りの場合は「蒲生堂口」経由、「蒲生堂口」先回りの場合は「宮川」経由で運行するため、循環運行として扱われる。

##### 八幡竜王線
- 近江八幡駅南口 - 西上田 - 六枚橋 - 長福寺 - 岩倉 - 倉橋部 - 信濃口 - 庄 - 林 - 林南 - 駕輿丁口（かよちょうぐち） - 川守 - 岩井 - 東出 - 山之神 - アグリパーク竜王 - 竜王ダイハツ前

元々は西日本JRバスの路線（八幡線）であったが、同社の撤退後は近江鉄道が運営を引き継いだ（運営を引き継ぐ際に［竜王ダイハツ前 - 三雲駅］間の運行を廃止した）。

#### 能登川駅発着

##### 神崎線
- 能登川駅 - 佐野 - 佐生 - 五個荘日吉 - 石馬寺 - 金堂竜田口 - 金堂 - ぷらざ三方よし前 - 観音寺口 - 山本 - 伊野部 - 瓦屋寺口 - 上日吉 - 浜野 - 八日市駅

##### 角能線
- 能登川駅 - 佐野 - 佐生 - 簗瀬 - 不飲橋 - 愛知川商店街 - 愛知川駅 - 市 - 島川 - 香ノ庄 - 湖東記念病院 - 僧坊 - 読合堂 - 百済寺本町 - 市ヶ原

備考
路線記事は「角能線 (湖国バス)」を参照。

#### 八日市駅発着

##### 御園線
- 八日市駅 - 浜野 - 高校前（八日市） - 西友前 - 東本町（敬愛病院前） - 八日市営業所前 - 沖野 - 村田製作所前（奥山） - 妙法寺 - 名神八日市 - 五智前 - （東近江総合医療センター - ）林田 - 東近江デンタルクリニック前（御園） - 岡田ノエビア前 - 今代 - 如来 - 青野 - 永源寺中学校 - 山上新田口 - 山上 - 紅葉橋北 - 永源寺前 - 永源寺車庫

備考
「名神八日市」は名神ハイウェイバスの「八日市バスストップ」と同じ所にある。
「東近江総合医療センター」は平日の朝から夕方（8時 - 16時）に同停留所付近を通る便が停車する。

## 高速バス

### 定期運行

#### 大津龍大線
- 大津京駅 - 大津駅 - 龍谷大学（瀬田キャンパス）

備考
名神高速道路経由：運行ダイヤは平日・土曜・集中補講日の3つに分類しているが、日曜と休校期間は運休する。
大津駅発着として運行するが、一部の便は［大津京駅 - 大津駅］間（途中無停車）を延長運行する。なお、延長区間内のみを利用することはできない。

### 臨時運行

#### 立命館大学京都線
- 立命館大学びわこ・くさつキャンパス → 京阪三条

備考
定期観光バスの間合い運用で、毎年秋（11月頃）の朝に片道1便のみ運行。草津田上IC → 京都東IC間は新名神高速道路・名神高速道路を、京都東IC → 京阪三条間は三条通を経由する。かつては八日市始発の京阪三条線（八日市京都線）として1963年から運行していたが、2014年11月の運行から始発停留所を立命館大学びわこ・くさつキャンパスに変更した。なお、路線名称は2016年11月運行分以降は「立命館大学京都線」となっているが、実際の改称時期は不明である。なお、2019年以降は年1回しか運行していない。
当路線は途中、［四ノ宮 → 山科駅口 → 五条別れ → 薬大前 → 御陵 → 日ノ岡 → 九条山 → 蹴上 → 三条広道 → 神宮道 → 東山三条］の順に停車する。
なお、運行時刻および運賃については、バス運行日の数日前に近江鉄道グループの公式facebookで公開し、各バス停留所の標柱に掲示される。2017年度以降の運行日は下記を参照。
2017年度以降の運行日（立命館大学京都線）

- 2017年：11月3日・5日・6日・9日・13日・17 - 20日・23 - 27日・12月1日・3日
- 2018年：11月1日 - 30日（毎日運行）
- 2019年：11月9日
- 2020年：11月14日（同年より、立命館大学びわこ・くさつキャンパス発を7:05発から7:45発に繰り下げ）
- 2021年：11月13日
- 2022年：11月12日
- 2023年：11月11日
- 2024年：11月9日

## 定期観光バス
- 奥びわ湖 観音めぐり
- 彦根ご城下巡回バス
- 湖東三山と永源寺めぐり

備考
各路線とも季節運行。京都市内発着便は2014年より京阪バスと共同運行となり京都駅八条口発着に変更。同時に近江鉄道も京都定期観光バスに参入する。2015年度以降は湖東三山と永源寺めぐり以外の京都駅八条口発着便のコースも京都定期観光バス扱いで順次設定している。

## 廃止路線

### 一般路線
系統番号を付する路線・付さない路線が混在するが、系統番号に関する記述はすべて省略する。なお、停留所名は廃止当時の名称とするが、停留所名が他の市町と重複する場合はカッコ書きで所在する市町名を太字で表記した（一部の停留所では副名称としてカッコ書きを用いるため、この措置を適用する）。

#### 大津営業所

##### 草津駅西口発着

###### 烏丸下物線
- 草津駅西口 - 上笠 - 下笠中央 - 下笠西 - （湖岸道路経由：この間は無停車）（ ← 水生植物公園みずの森） - 琵琶湖博物館
- 草津駅西口 - 上笠 - 下笠中央 - 下笠西 - 志那中西口（ ← 水生植物公園みずの森） - 琵琶湖博物館
- 草津駅西口 - 上笠 - 下笠中央 - なごみの郷 - 穴村 - 芦浦 - 片岡 - 下物（ ← 水生植物公園みずの森） - 琵琶湖博物館
- 草津駅西口 ← 上笠 ← 下笠中央 ← 下笠西 ← 北大萱 ← 志那

###### 浜街道線
- 草津駅西口 - 市金工業前 - 松原中学校前 - 下笠 - 陽の丘団地口 - 山田 - 御倉 - 矢橋 - 矢橋郵便局前 - 新浜 - 近江大橋口 - 大萱六丁目 - 西浦 - 東レ瀬田事業所前 - 大江 - 久保江 - 神領建部大社前 - 橋本（大津） - 唐橋前 - 石山駅

備考
末期は［草津駅西口 → 石山駅］間の片方向を土曜に1便のみ運行。

###### 平井循環線
- 草津駅西口 - 西渋川一丁目 - 社会保険事務所 - 野村八丁目 - 西武草津グリーンハイツ - 笠縫東公民館 - 集町西 - 新堂中学校前 - 上寺口 - 新堂草津ハートセンター - 駒井沢北口 - 駒井沢 - 集口 - 川原会館 - 川原 - 笠縫東小学校 - 川原一丁目 - 平井五丁目 - ディオフェルティ草津 - 草津東高校 - 西渋川西 - 西渋川東 - 草津郵便局 - 西渋川一丁目 - 草津駅西口

##### 草津駅発着

###### 草津飛島線
- 草津駅 - 国道草津 - 草津中学校前 - おば川新橋 - 東矢倉一丁目 - 東矢倉二丁目 - バイパス野路 - 小野山 - パナソニック東口 - 立命館大学正門前 - 若草一丁目 - 若草中央通り - 青山五丁目

備考
草津駅と飛島グリーンヒルを京滋バイパス経由で結んだ路線。草津駅 - 青山五丁目間の路線バスは帝産湖南交通の53系統（草津駅 - 青山五丁目）と153系統（草津駅 - 青山五丁目 - 上桐生）もあるが、こちらは滋賀県道2号大津能登川長浜線を経由する。

###### 野路山線
- 草津駅 - 国道草津 - 草津中学校前 - おば川新橋 - 東矢倉一丁目 - 室木口 - 東矢倉三丁目北 - 東矢倉三丁目 - 追分 - 追分南 - （ロクハ荘 - ）高穂中学校前 - 荒堀 - 創価学会滋賀文化会館前 - 野路山

備考
末期は平日に1往復（ともにロクハ荘通過）、土曜は片道2便（野路山発のみ。うち1便はロクハ荘経由）、休日は1往復（草津駅発はロクハ荘経由）のみ運行。2013年9月末をもって廃止。

###### 瀬田草津線
- 草津駅 - 国道草津 - 草津中学校前 - おば川新橋 - 矢倉口 - 矢倉二丁目 - 野路北口 - 南草津駅

備考
末期は［草津駅 → 南草津駅］間の片方向を土曜に1便のみ運行。

##### 南草津駅発着

###### 飛島線（旧）
- 南草津駅 - 野路 - 南田山 - 玉川小学校前 - 小野山 - パナソニック東口 - 立命館大学正門前 - 若草一丁目 - 若草中央通り - 青山五丁目 - 松ヶ丘七丁目
- 南草津駅 - 野路北口 - 東矢倉南 - 向山ニュータウン - 丸尾 - 若草一丁目 - 若草中央通り - 青山五丁目 - 松ヶ丘七丁目

備考
飛島グリーンヒルの松が丘地区で宅地造成を再開し、「松ヶ丘七丁目」停留所の使用ができなくなったため、松ヶ丘地区（大津市）の発着地を「松ヶ丘五丁目」停留所に変更して存続。

###### かがやきの丘線
- 南草津駅 - 野路 - 南田山 - 小野山（ ← かがやきの丘大通り） - かがやきの丘中央 - かがやきの丘
- 南草津駅 ← 野路 ← 南田山 ← 小野山 ← かがやきの丘大通り ← かがやきの丘中央 ← かがやきの丘 ← かがやきの丘中央 ← 丸尾 ← かがやきの丘中央 ← 若草一丁目 ← 若草中央通り ← 青山五丁目 ← 松ヶ丘七丁目

備考
かがやきの丘行きは「かがやきの丘大通り」を経由しない（停留所の手前にある交差点で右折し、「かがやきの丘」へ向かうため）。
末期は［南草津駅 → かがやきの丘］間の片方向を土曜に1便のみみ運行。

###### 中野製薬線
- 南草津駅 - 川の下 - 南草津団地 - 矢橋東口 - （この間停留所なし） - 中野製薬

備考
「南草津駅西口」停留所の開設後は南草津駅の発着地を西口に移設。末期は［南草津駅西口 ← 中野製薬］間の片方向を土曜に1便のみ運行。

##### 瀬田駅発着

###### 瀬田飛島線
- 瀬田駅 - 月の輪自動車教習所前（月の輪） - 島津製作所前 - 栗林町 - 国道南笠 - 笠山口 - 笠山 - パナソニック西口 - パナソニック前 - パナソニック東口 - （立命館大学 - ）立命館大学正門前 - 若草一丁目 - 若草中央通り - 青山五丁目

備考
［瀬田駅 - 立命館大学］の区間便は存続。
青山五丁目発着として運行した当時は、青山五丁目始発で運行する朝の一部が「立命館大学」を経由しなかった。

###### 医大線
- 瀬田駅 - 一里山 - 瀬田公園 - 文化ゾーン前 - 滋賀医大西門前 - 東大津高校 - （滋賀医大前 → ）大学病院前（ - 東大津高校 - 滋賀医大西門前 - 文化ゾーン前 - 大津営業所前）

備考
2022年3月31日まで定期運行。末期は［大学病院前 - 大津営業所］間を延長運行する便もあった。その後、休止路線への格下げ（1年に1回のみ運行する免許維持路線）を経て廃線となった。

###### 神領団地線
- 瀬田駅 - 大江 - 久保江 - 神領団地

備考
［石山駅 - 神領団地］の区間便と［石山駅 → 神領団地 → 瀬田駅］の便は存続。

###### 瀬田循環線
- 瀬田駅 → 椋橋（むくいばし） → 大萱六丁目西 → 萱野浦北通り → パワーセンター大津PCO → ロイヤルオークホテル → 玉の浦北 → 琵琶湖漕艇場 → 玉の浦 → 久保江 → 大江 → 瀬田駅

備考
琵琶湖（玉野浦付近から瀬田川）沿いを走行する路線の1つであった。2022年4月1日改正時に廃止。

###### 大江循環線
- 瀬田駅 - 大津市東消防署前 - 大江四丁目東 - 大江東 - 瀬田中学校前 - 電業会館前 - 庄山東自治会館前
- 瀬田駅 → 大江 → 久保江 → 高橋川 → 檜山 → 博愛保育園前 → 瀬田変電所前 → 庄山中 → 電業会館前 → 瀬田中学校前 → 大江東 → 大江四丁目東 → 大津市東消防署前 → 瀬田駅
- 瀬田駅 → 大江 → 久保江 → 高橋川 → 檜山 → 博愛保育園前 → 大江三丁目 → 瀬田市民センター前 → 瀬田駅
- 瀬田駅 → 東北自治会館前 → 大江三丁目 → 博愛保育園前 → 檜山 → 高橋川 → 久保江 → 大江 → 大萱一丁目 → 瀬田駅

備考
末期は［瀬田駅 - 庄山東自治会館前］間の路線のみを運行したが、2022年4月1日改正時に廃止された。
庄山東自治会館前発着は2023年4月5日より、近江タクシー（瀬田学区自治連合会から運行を受託）が大江循環コミュニティバスとして実証運行を行った。しかし、1日あたりの平均利用者数が約40名に留まったため、同年7月21日をもって運行を中止した。

##### 石山駅発着

###### 三病院線
- 石山駅 - 東レ北門前（ → 国道滋賀病院 → ／ ← 滋賀病院前 ← ）滋賀病院玄関前（ → 滋賀病院前 → ／ ← 国道滋賀病院 ← ）国道膳所 - マツダ前 - 大津市民病院玄関前 - 本宮町 - 大津駅 - 大津赤十字病院玄関前 - 浜大津

備考
廃止後は運行区間を［石山駅 - 滋賀病院玄関前 - 大津市民病院玄関前］に短縮し、路線名を「国道線」に改称した。

###### 野郷原線
- 石山駅 - 唐橋前 - 橋本（大津） - 神領建部大社前 - 瀬田高校前 - 野郷原 - 瀬田バスストップ - 新緑苑団地 - 西武大津グリーンハイツ入口 - （京滋バイパス〈有料区間〉側道経由：この間は無停車） - 県立アイスアリーナ - 大津市公設市場

##### 湖岸線
- 石山駅 - 衛生科学センター前 - 御殿ヶ浜 - 中の庄 - 本丸町 - 膳所公園 - 丸の内町 - 西ノ庄（びわこ大津プリンスホテル前） - 馬場一丁目（県立体育館前） - 義仲寺 - 大津署前 - 商工会議所前 - 松ヶ枝町 - 県庁前 - 大津駅 - 浜町 - 浜大津

備考
平日のみ運行（2023年4月1日に行われたダイヤ改正より実施）。
当路線は全区間で京阪バス大津営業所の25号経路（石山駅 - 湖岸 - びわ湖浜大津）と重複していたが、京阪バスの運行は2024年4月1日のダイヤ改正で廃止となった。 2025年4月のダイヤ改正限りで当路線も廃止となり、石山駅 - 膳所公園には新規に開設された石山イオンモール線が乗り入れている。

##### 大津駅発着

###### 大津立命線
- 大津駅 - （名神高速道路・新名神高速道路経由） - 立命館大学

備考
路線車（高速道路対応車〈全席シートベルト設置〉）を用いて運行した直通特急。「一般路線」に属するため、この欄に記載した〈先述〉）。後に観光車を用いる高速路線として復活したものの、現在は近江鉄道バスの運行ではなく、立命館大学関係者のみが利用できる貸切バスとなっている。

###### なぎさ公園線
- 大津駅 - 中央大通り - 浜大津アーカス - 大津市民会館 - びわ湖ホール - ピアザ淡海 - なぎさのプロムナード - 県立体育館 - びわ湖大津プリンスホテル

備考
1998年10月1日から京阪バスとの共同運行により運行を開始したが、2017年10月1日のダイヤ改正で定期運行が廃止された。なお、同区間を運行する無料シャトルバス（直行）は現在も存続している。

###### 西大津日赤線
- 大津駅 - 県庁前 - 大津赤十字病院 - 三保ヶ崎 - 競艇場前 - 尾花川 - 大津京駅

備考
「浜大津」を経由しない路線であった。末期は土曜・休日ダイヤの昼に1往復のみの運行となり、2013年10月1日の改正時に廃止された。

##### 栗東駅東口発着

###### 済生会病院線
- 栗東駅東口 - さきら前 - 工場団地 - 下鈎 - 下鈎口 - 手原四丁目 - 手原駅 - 平和堂栗東店 - 栗東市役所 - 手原四丁目 - 済生会病院 - 済生会病院前 - 県道宅屋口 - 高野郵便局前 - コミュニティセンター葉山 - 辻 - 国道辻 - 出庭 - 岡町 - 浮気（ふけ）  - 浮気東口団地前 - 守山駅東口

備考
過去には「栗東バスターミナル」（注：現在の「栗東郵便局前」の辺り）に乗り入れる設定を行った時期があった。
なお、済生会病院線の栗東駅東口発着は1日最大13往復（土曜は7往復）を運行したが、末期は平日に2往復のみ運行となり、2011年10月1日の改正時に廃止された。

##### 守山駅発着

###### 古高大宝線
- 守山駅 - 焔魔堂西 - 古高 - 古高工業団地 - 古高 - 焔魔堂西 - 大宝小学校 - 栗東駅西口

備考
末期は［守山駅 → 栗東駅西口］の片方向のみ運行（土曜に1便のみ）。

##### 守山駅東口発着

###### 済生会病院線
- 守山駅東口 - 浮気東口団地前 - 浮気 - 岡町 - 出庭 - 国道辻 - 辻 - コミュニティセンター葉山 - 高野郵便局前 - 県道宅屋口 - 済生会病院前 - 済生会病院

備考
済生会病院線の守山駅東口発着は1日最大11往復（土曜は9往復）を運行したが、末期は土曜に1往復のみ運行となり、2013年10月1日の改正時に廃止された。

##### 立命館大学発着

###### 笠山循環線
- 立命館大学 → BKCグリーンフィールド → パナソニック西口 → 笠山 → 野路中央 → 南田山 → 狼川湖南電機前 → 笠山口 → 笠山 → パナソニック西口 → BKCグリーンフィールド → 立命館大学

###### 医大線（旧）
- 立命館大学 - 南笠団地前 - 大学病院前 - 滋賀医大西門前 - 文化ゾーン前 - 一里山 - 瀬田駅口 - 大江 - 久保江 - 神領団地

###### 生協シャトル湖岸コース
- 立命館大学 - ハイツ宮の森 - ハイツ宮の森II番館 - センチュリー柴田1・2 - カレッジハウス奥井 - レイクシティー上笠II番館 - 立命館大学

#### 立命館大学発着（路線名なし）
- 立命館大学びわこ・くさつキャンパス - 立命館大学衣笠キャンパス
  - 2015年4月1日運行開始[54]。現在は近江鉄道バスではなくヤサカ観光バスが運行を受託しているが、立命館大学関係者のみ利用できる。
- 立命館大学びわこ・くさつキャンパス - 立命館大学大阪いばらきキャンパス
  - 2015年4月1日運行開始。京都京阪バス八幡営業所との共同運行[54]の後、ヤサカ観光バス・西日本JRバスが運行を受託しているが、立命館大学関係者のみ利用できる。

##### 県立長寿社会福祉センター発着

###### 草津医大線
- 県立長寿社会福祉センター → パナソニック西口 → パナソニックスクール → パナソニック南門前 → パナソニック団地口 → パナソニック東口 → 小野山 → バイパス野路 →  東矢倉二丁目 → おば川新橋 → 国道草津 → 草津駅

###### 南草津医大線
- 県立長寿社会福祉センター → パナソニック西口 → パナソニックスクール → パナソニック南門前 → パナソニック団地口 → パナソニック東口 → 小野山 → 南田山 → 野路 → 南草津駅

備考
両路線とも、駅始発便のみ存続。

#### あやめ営業所

##### 守山駅発着

###### 守山市内循環線
- 守山駅 - 栄町（守山） - 守山銀座 - 泉町 - 元町南 - 守山高校北口 - 守山町公園 - 成人病センター口 - 小児保健医療センター前 - 下の郷東 - 三光前 - 元町北 - 市役所前（守山） - 吉身公民館前 - 油池 - 守山駅

###### ビッグレイクライン
- 守山駅 - 栄町（守山） - 守山銀座 - 泉町 - 元町南 - 守山高校北口 - 守山町公園 - 滋賀県立総合病院口 - 小児保健医療センター前 - 下の郷東 - 下の郷 - 守山中学校前 - 日精団地前 - 石田 - 布施野口 - 赤の井別院 - 赤の井 - 矢島南口 - 矢島 - 洲本 - びわこ地球市民の森おうみんち前 - 水保 - 立田 - 幸津川南 - 下新川神社前 - 幸津川 - 小浜 - 野洲川歴史公園サッカー場 - 市立埋蔵文化財センター - 服部 - 服部東 - 新庄 - 守山北高前 - 笠原 - 小村 - 喜多 - 川田 - 新阿比留口 - 播磨田南 - 下の郷東 - 小児保健医療センター前 - 滋賀県立総合病院口 - 守山町公園 - 守山高校北口 - 元町南 - 泉町 - 守山銀座 - 守山駅

備考
2021年4月1日改正時に廃止。これに併せて、小浜線と服部線（旧）の運行経路見直しを実施。

###### 服部線（旧）
- 守山駅 - 栄町（守山） - 守山銀座 - 泉町 - 元町南 - 守山市民病院 - 元町北 - 八代団地 - 播磨田口 - 旭化成河西ニュータウン東口 - 鳩の森公園東 - 新阿比留口 - 川田 - 喜多 - 小村 - 笠原 - 守山北高前 - 新庄 - 服部東 - 服部 - 市立埋蔵文化財センター - 野洲川歴史公園サッカー場 - 工業団地北口 - 吉川 - 矢放神社前 - 吉川北 - ドリームファーム前 - 喜合 - あやめ浜

備考
2021年4月1日改正時に廃止。運行経路見直しのため、［野洲川歴史公園サッカー場 - あやめ浜］間は廃止となった。

##### 野洲駅発着

###### 河川公園線
- 野洲駅 - 野洲市役所前 - 関電前 - 妙光寺 - 三上 - 前田 - 河川公園口 - 七間場 - 大畑 - 行畑 - 野洲病院前 - 野洲駅

###### 野洲守山線
- 野洲駅 - 野洲市役所前 - 野洲病院前 - 行畑 - 野洲四ツ谷 - 野洲三共前 - 西町 - 新吉身 - 油池 - 守山駅

###### 野洲篠原線
- 野洲駅 - 野洲市役所前 - 和田 - 久野部 - 富士美台 - 生和神社前 - 冨波会館前 - 永原住宅前 - 上町 - 北村 - 小南 - 小南口 - 高木 - 光善寺 - 篠原駅

##### 野洲駅北口発着

###### 吉川線
- 野洲駅北口 - 市三宅 - 北野小学校前 - 竹生口 - 松林 - 乙窪口 - 西河原二丁目 - 野洲市北部合同庁舎前 - 西河原五丁目 - さざなみホール前比留田 - 兵主大社前 - 六条西口 - 須原口 - 堤口 - 吉川 - 矢放神社前 - 吉川北 - あやめの里 - 鮎家の郷

###### 北村線
- 野洲駅北口 - 久野部 - 富士美台 - 生和神社前 - 冨波会館前 - 永原住宅前 - 上町 - 北村 - 小南 - 小南口 - 高木 - 光善寺 - 篠原駅

###### 木部線
- 野洲駅北口 → 久野部 → 富士美台 → 生和神社前 → 冨波会館前 → 総合体育館西口 → 湖南病院前 → 八夫口 → 木部 → 虫生 → 江部 → 永原 → 上町 - 家棟団地 → 総合体育館東口 → 総合体育館前 → 冨波会館前 → 生和神社前 → 富士美台 → 久野部 → 野洲駅北口

##### 近江八幡駅発着

###### 野ヶ崎線
- 近江八幡駅 - 中村上 - 官庁街通り - 土田口 - 中村 - 八商前 - 小幡上筋 - 小幡町資料館前 - 玉木町 - 公園前 - 幸円橋 - 小姓谷 - 船木 - 大房 - 木戸橋 - 牧 - 牧町西口 - 元水茎 - 野村 - 下木戸 - 野ヶ崎

備考
廃止後は運行区間を［近江八幡駅 - 船木］に短縮し、路線名を「船木線」に改称した。

###### 篠原線
- 近江八幡駅 - 官庁街通り - 保健センター - ひまわり館 - 総合医療センター - 土田新田 - 小船木口 - 八木口 - 加茂東 - 加茂 - 田中江 - 江頭 - 中江頭 - 十王町 - 丸の内 - 古川橋 - 緑町 - 池田本町 - 川原町 - 桐原橋 - 篠原駅
- 近江八幡駅 - 官庁街通り - 保健センター - ひまわり館 - 総合医療センター - 土田新田 - 小船木口 - 八木口 - 加茂東 - 加茂 - 田中江 - 江頭 - 中江頭 - 十王町 - 仁保橋 - 小南口 - 高木 - 光善寺 - 篠原駅

備考
廃止後は運行区間を［近江八幡駅 - 中江頭］に短縮し、路線名を「江頭線」に改称した。

##### 堅田駅発着

###### ラフォーレ琵琶湖線
- 堅田駅 - 堅田駅口 - 今道内湖 - 今堅田出島灯台 - 琵琶湖大橋東詰（ → ピエリ守山 → ／ ← ピエリ守山口 ← ）第一なぎさ公園 - 琵琶湖マリオットホテル

備考
江若交通（同琵琶湖大橋線（82系統））との共同運行路線。
「ピエリ守山」は堅田駅発のみ、「ピエリ守山口」は琵琶湖マリオットホテル発のみ停車。
当項の路線名は琵琶湖マリオットホテルの旧称、「ラフォーレ琵琶湖」を用いた。同ホテルを含む「ラフォーレホテルズ＆リゾーツ」が運営するホテルでリブランドが行われ、2017年7月28日に琵琶湖マリオットホテルが開業した。同ホテルの開業に併せて停留所名の改称も行われた。

#### 八日市営業所

##### 近江八幡駅発着

###### 青年の城線
- 近江八幡駅 - 八幡高校前 - 堀上 - 桜ケ丘 - 中小森 - 東川 - 竜王口 - 西横関 - 鏡口 - 山鏡 - 鏡登山口 - 鏡工業団地 - 美松台 - 七里 - 希望が丘リッチランド - 西武建設前 - 竜王ゴルフコース - 青年の城

備考
末期は経由地を「西武建設前」から「三井アウトレットパーク」に変更。

### 高速路線
- 大宮・池袋 - 彦根・大津線 大津・草津・彦根 - 池袋・大宮（西武観光バスと共同運行、2008年4月21日をもって近江鉄道便の運行は終了）
- 彦根 - 関西国際空港（関西空港交通と共同運行）
- マリーン号 大津 - 横浜 - 品川（羽田京急バスと共同運行）
- 彦根 - USJ（単独運行）
- 京阪三条線（八日市駅 → 京阪三条）

備考
定期観光バスの間合い運用で、毎年秋（11月頃）の朝に片道1便のみ運行。八日市IC → 京都東IC間は名神高速道路を、京都東IC → 三条京阪間は三条通を経由していた。
名神ハイウェイバスの急行便（2002年6月1日廃止）が停車していた高速バスストップに停車したが、2007年の運行時点ではすべて通過していた。なお、八日市駅からの運行は2013年で廃止となり、翌年から立命館大学びわこ・くさつキャンパス発に短縮された。なお、現在の路線名称は「立命館大学京都線」であるが、（路線名を）改称した年は定かでない（先述）。

## 車両
所有車両のほとんどがUDトラックス（旧：日産ディーゼル）製のシャーシに富士重工業製ボディを架装したものだが、1990年代後半より西日本車体工業製ボディを架装した車両が導入されていた。
現在は西武バスからの中古車を含め、いすゞ・日野・三菱ふそうの国内メーカー3社の車両が導入されている。
西武グループということもあり、西武観光バスや西武高原バス同様、西武バスからの転属車が多数存在し、現在でも中古車の転属が続いている。観光車と高速車は4桁の社番があるが、千位を3にしている（1は西武バス、2は伊豆箱根バスのグループが使う）。なお、一般路線車の車番は採用されていない。
路線車は、年式・車種・構造（3扉・ラッシュ仕様・用途外車）を問わず、多種多様な車両が転属している。
一般路線バスのデザインは青・赤・緑の横線が入った初代のライオンズカラーである。ライオンズカラーになる前（昭和50年代後半から昭和60年代）は白地に赤と緑の横線が入ったデザインだった。この旧デザインは2013年に「昭和カラー」（下の画像を参照）として復刻され、9月3日に報道陣に公開、7日に守山市内で運行を開始した。初めは大津・あやめ両営業所管内のみであったが、のちに八日市営業所管内にも導入された。記念乗車券も2度発売されている。その後、貸切バスおよび2014年11月に参入した京都定期観光バス車両の一部に新ライオンズカラー「レジェンドブルー」を採用した車両も導入している。
以下ではUD製以外の車両について記述する。
- いすゞ自動車製は西武バスの中古車であるキュービック及びエルガが、自社発注車としてエルガミオ及びガーラが導入されている。また、過去には八日市営業所に自社発注のフルフラットノンステップバス（キュービックおよびエルガ）も配置されていた。
- 日野自動車製はリエッセ、2代目ポンチョ、セレガ、レインボー（KR系）が導入されている。
- 三菱ふそうトラック・バス製はエアロミディMJ、エアロエース、エアロスター、エアロミディMEが導入されている。また、UDのOEM車種ではあるが自社発注のスペースアローA及び西武バスの中古車であるスペースランナーAも導入されている。
- 2016年からは南草津立命線専用車としてメルセデス・ベンツ・シターロが2台導入され、大津営業所に配置されている[60]。
- かつて大津営業所にオムニノーバ・マルチライダーが在籍していたが、全車が上記のポンチョに置き換えられた。
- なお、滋賀県内のパナソニックの社員食堂で使用された天ぷら油がバイオディーゼル燃料車の燃料として供給されており、過去には同社のテレビCMにラッピングバスが登場したこともあった（当該車両は既に除籍済み）。

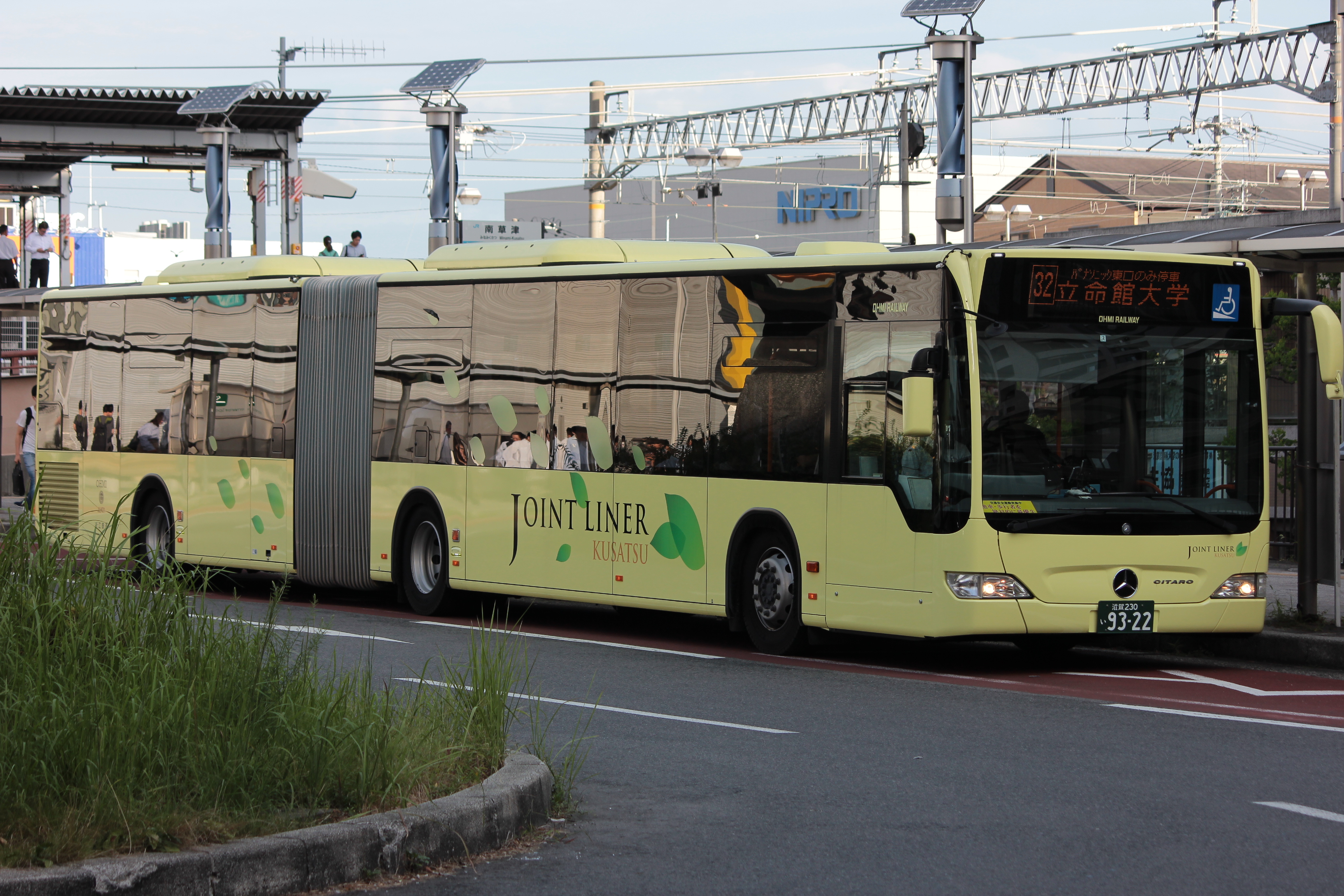
メルセデス・ベンツ・シターロ（連接バス。「JOINT LINER」という愛称がある）
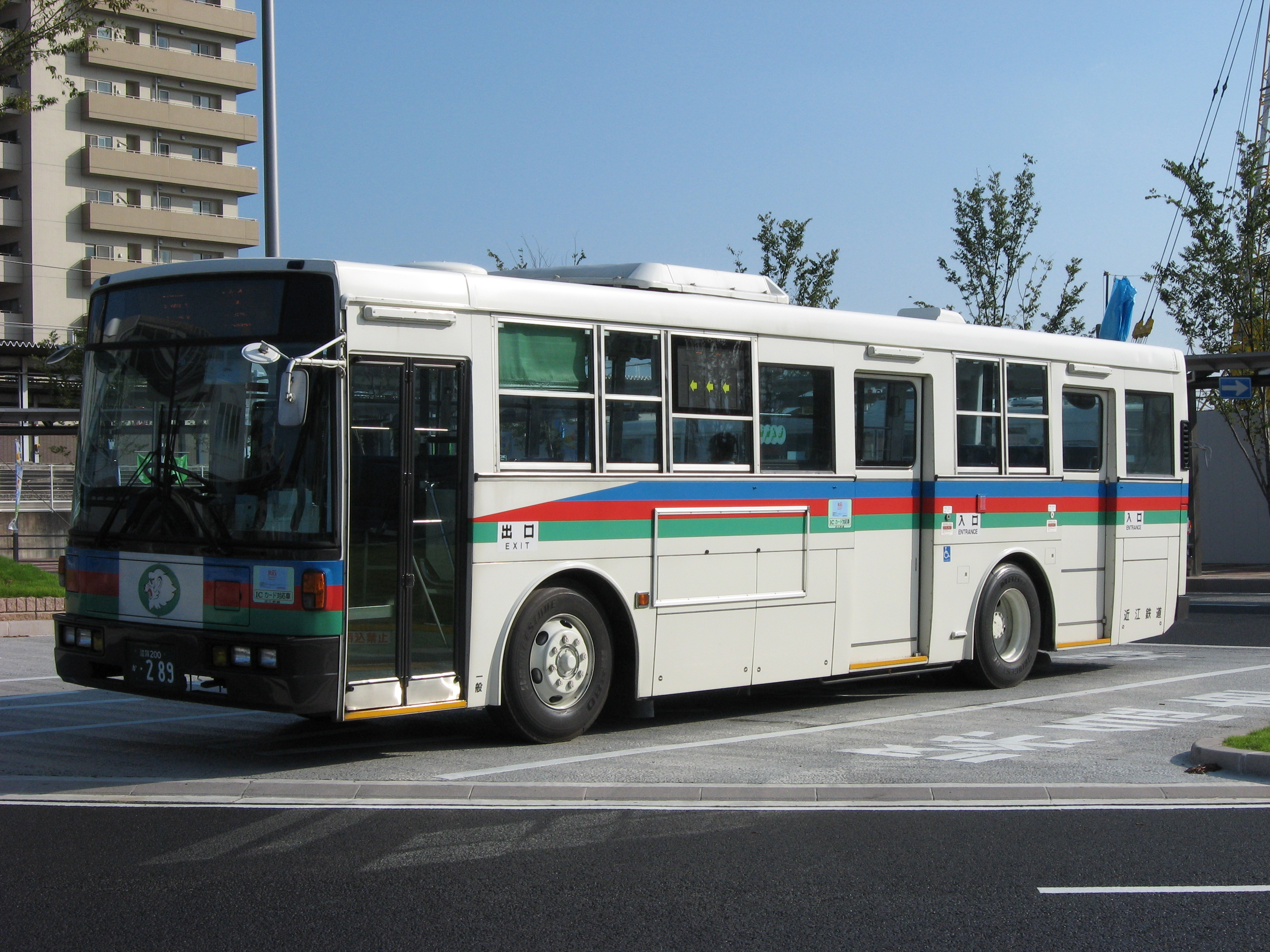
西武バス中古の3扉車（最後部の扉は締切となっているため、普段は使用しない）
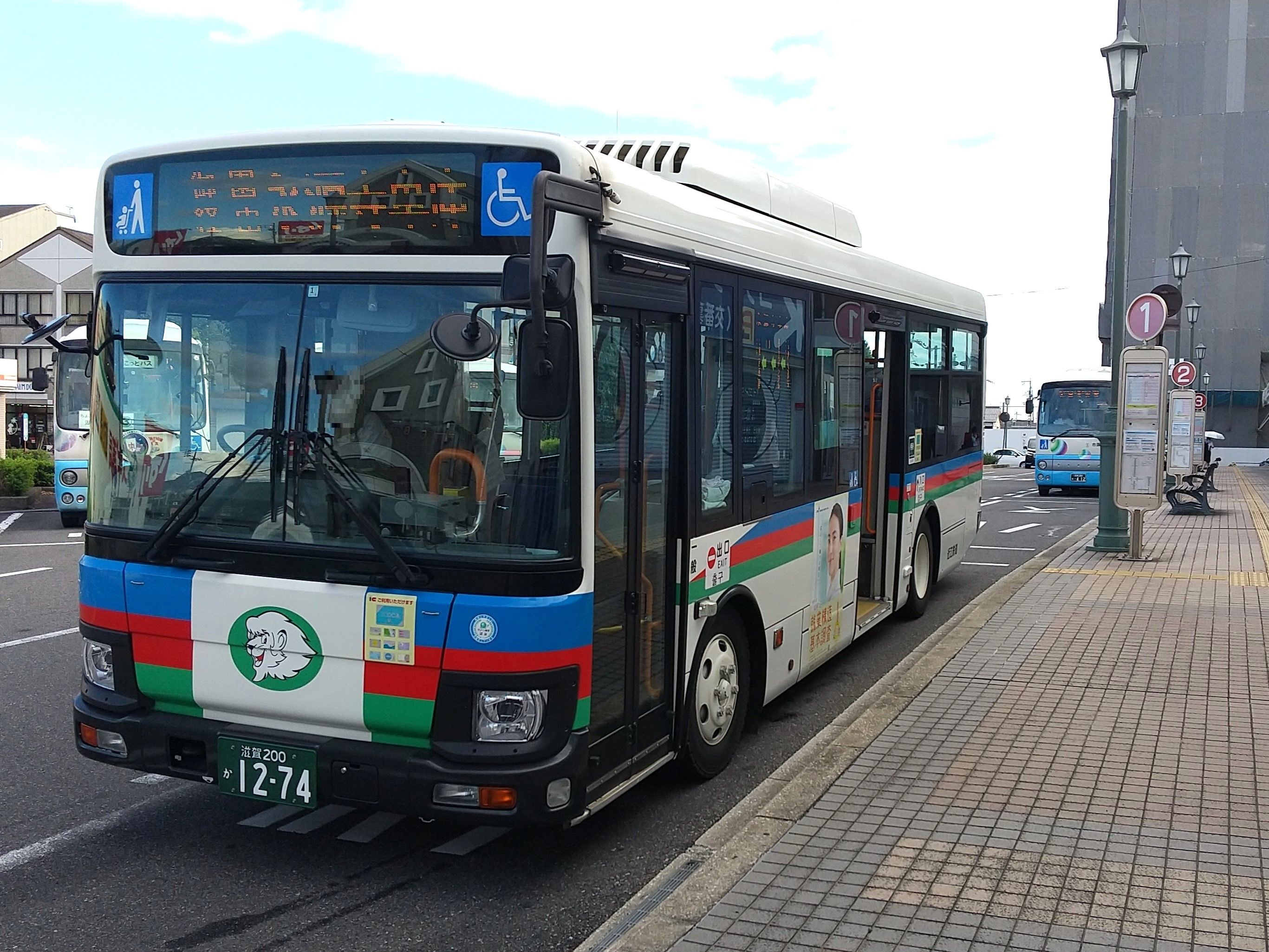
いすゞ・エルガミオ（奥に写るバスは東近江市コミュニティバス「ちょこっとバス」）
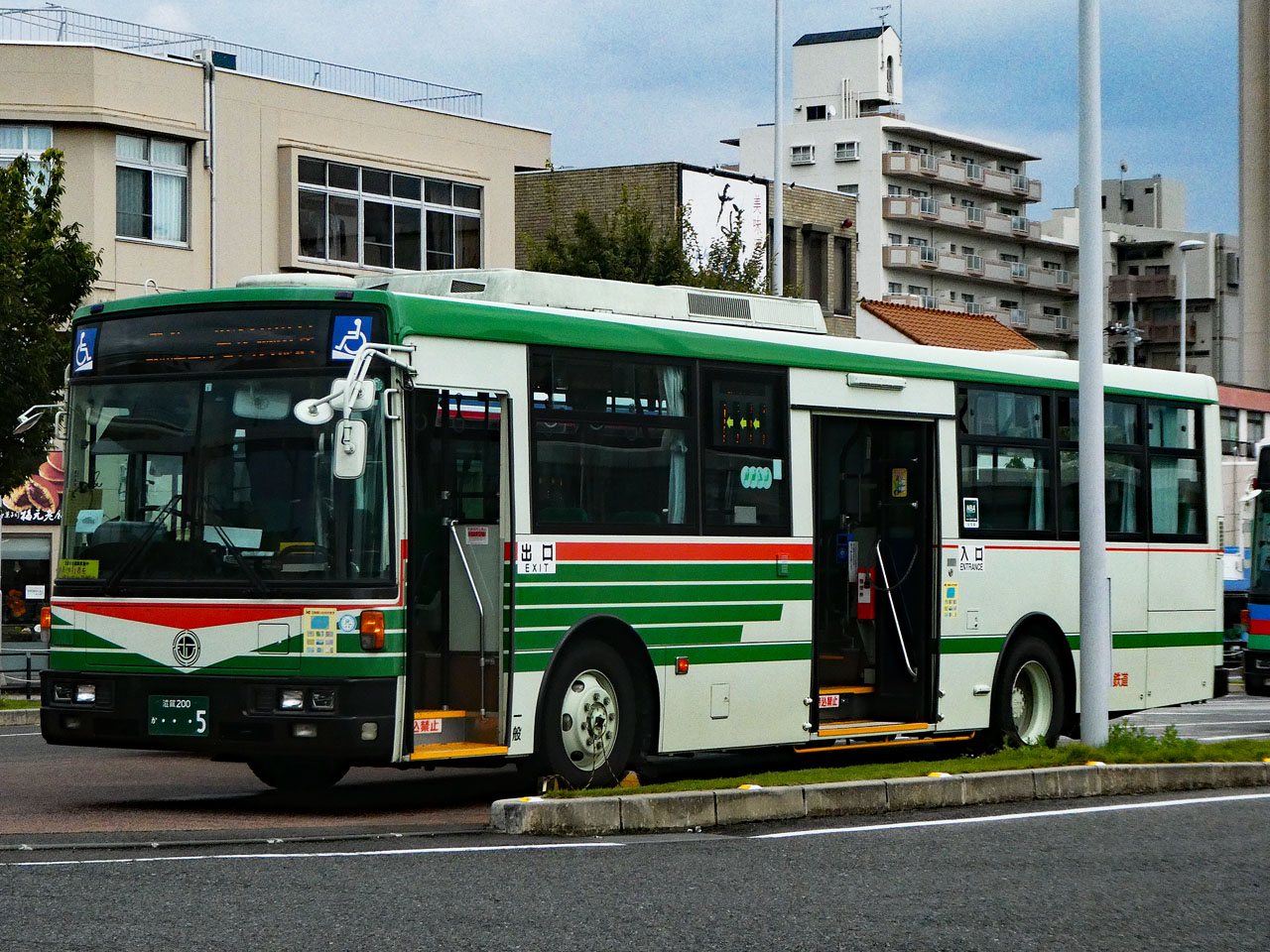
「昭和カラー」復刻バス。（すべての営業所の所属車を足しても、6台しか存在しない）
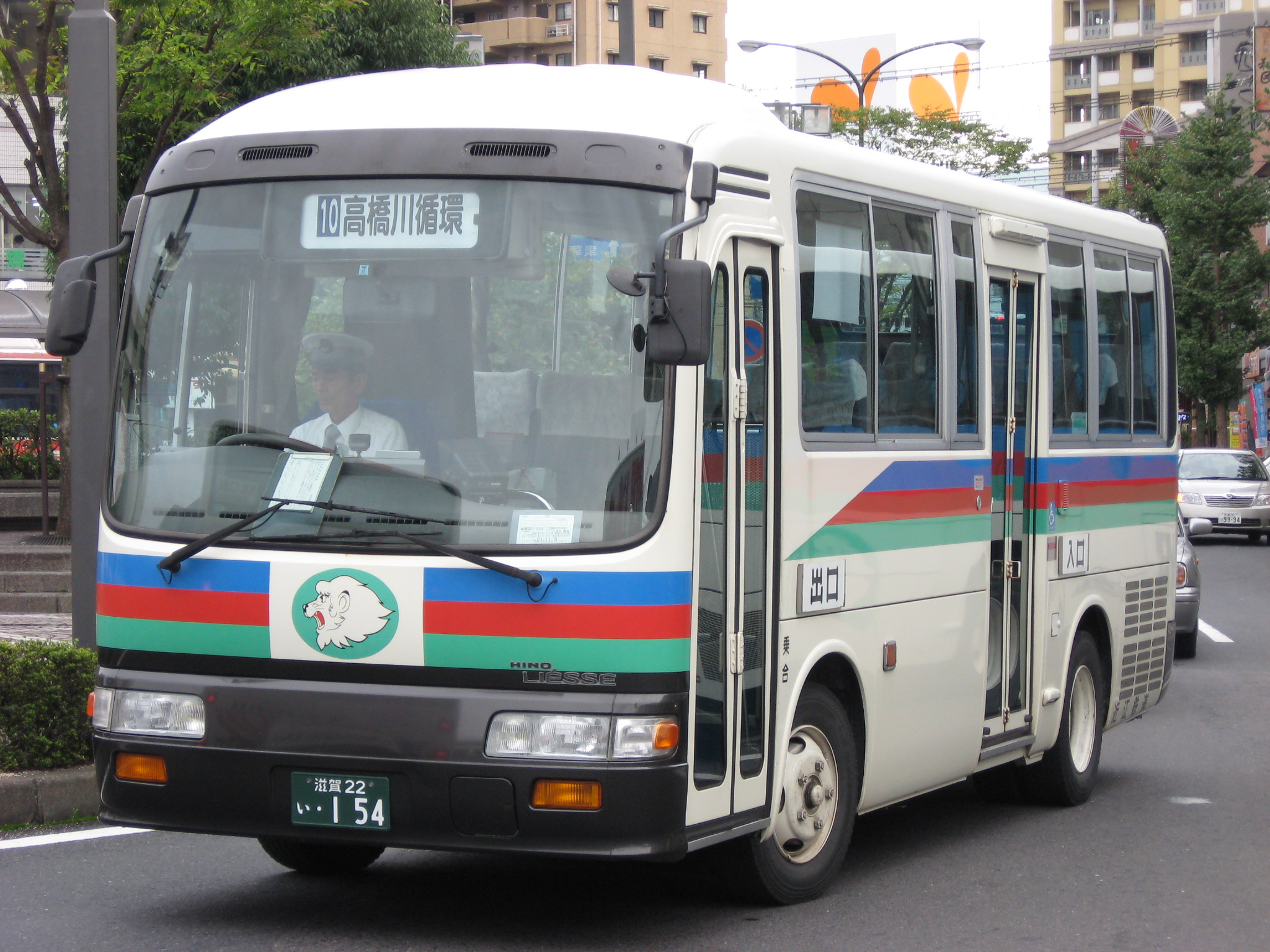
日野・リエッセ（単独運用を有していたが、後にポンチョとの共通運用車となった）
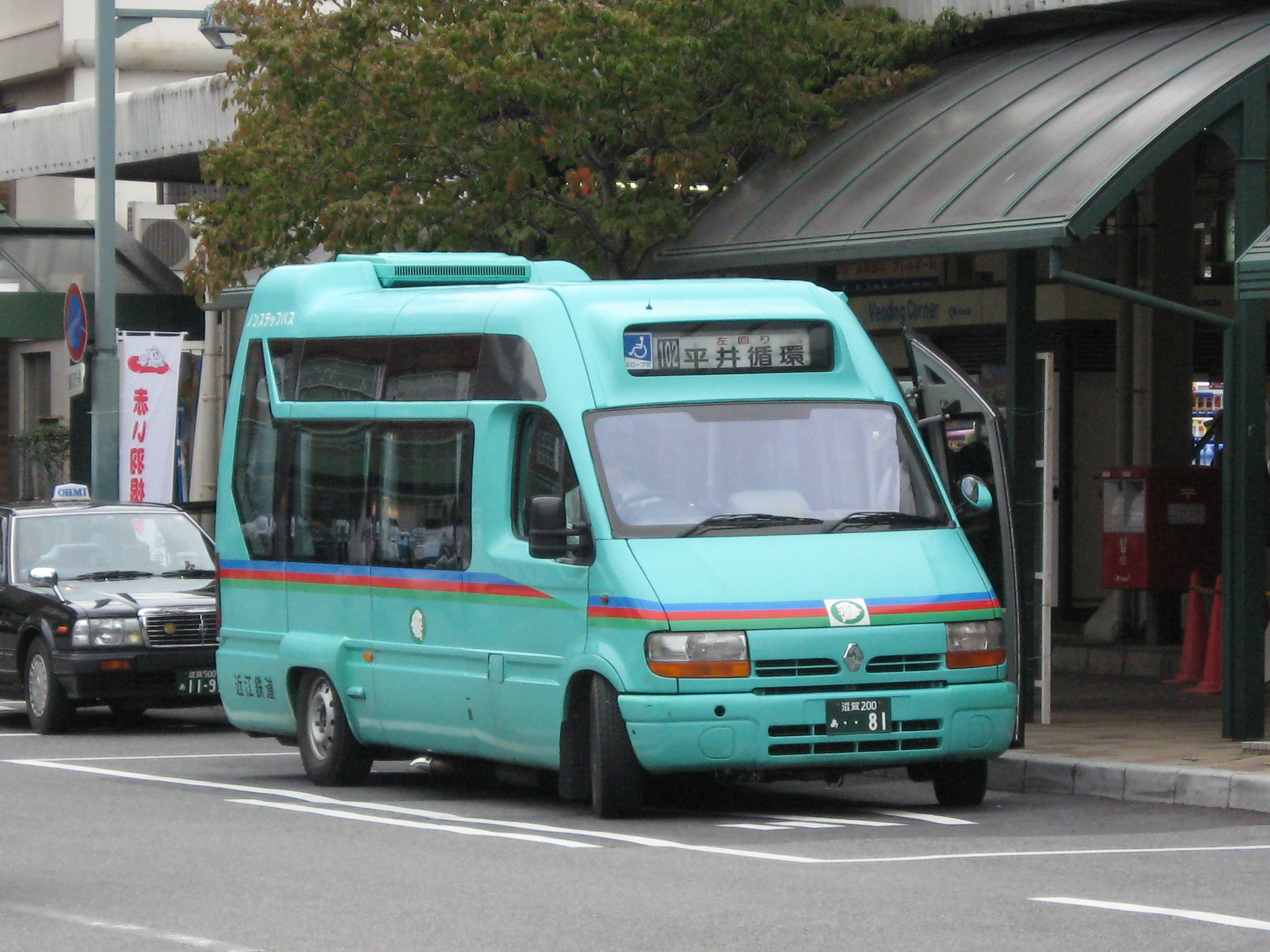
オムニノーバ・マルチライダー（ノンステップマイクロバス。塗装は他の車両と異なる）
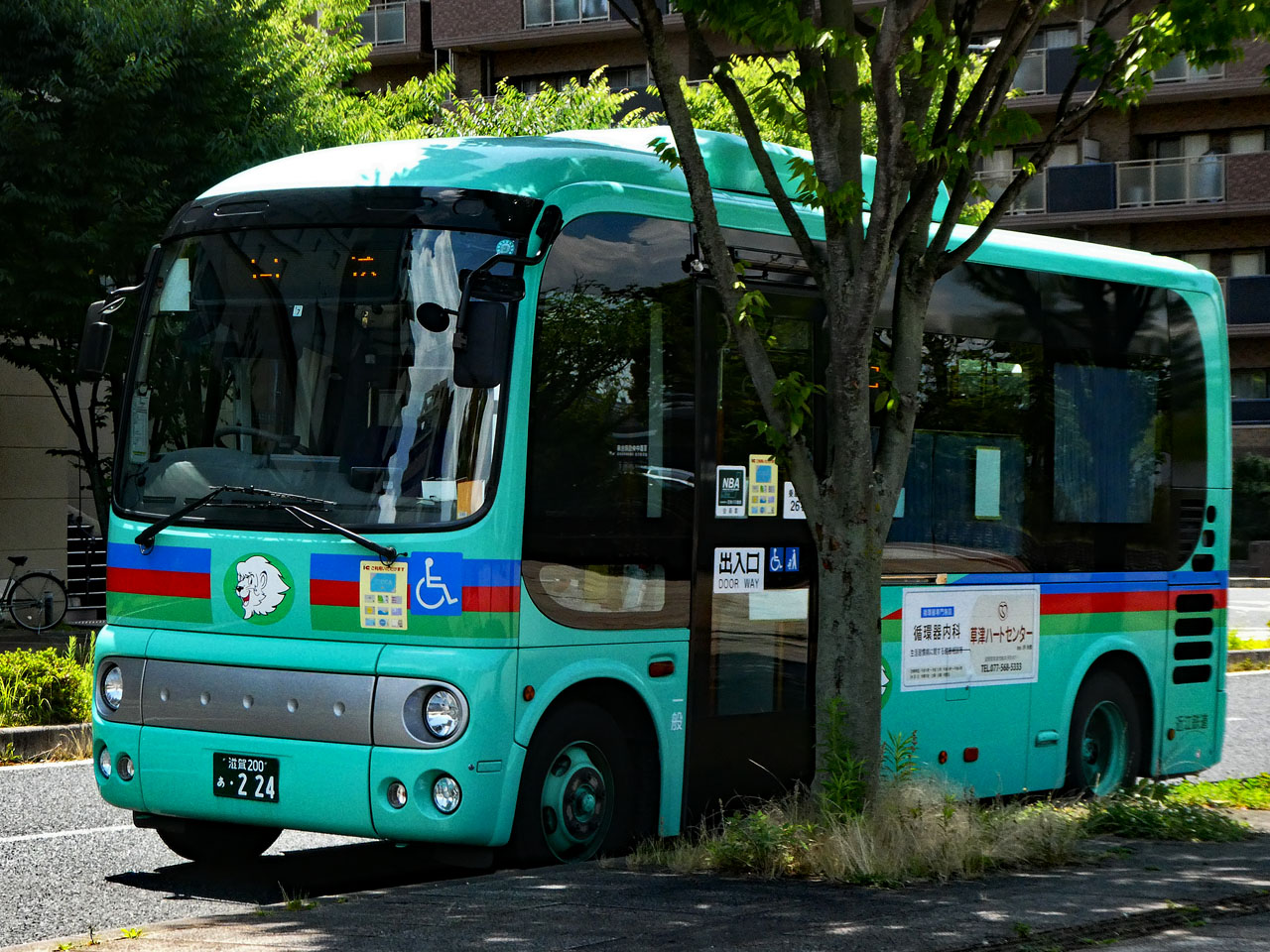
日野・ポンチョ（マルチライダーの置換え車であり、塗装はそれと全く同じ）
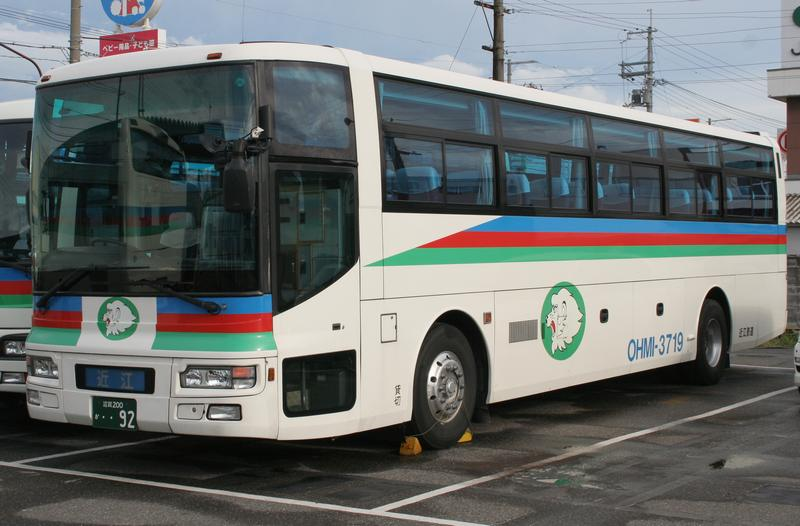
日産ディーゼル・スペースアロー観光バス（車体は富士重工業最後期のもの）
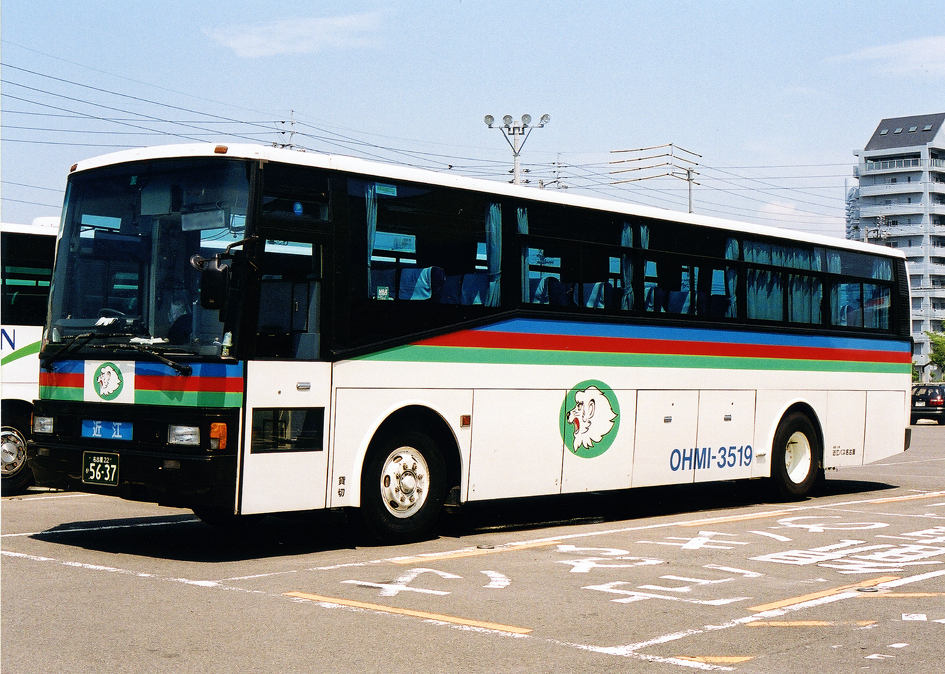
近江鉄道名古屋営業所（後の湖国バス名古屋営業所）に在籍していた観光バス